# Bevindelijk gereformeerden

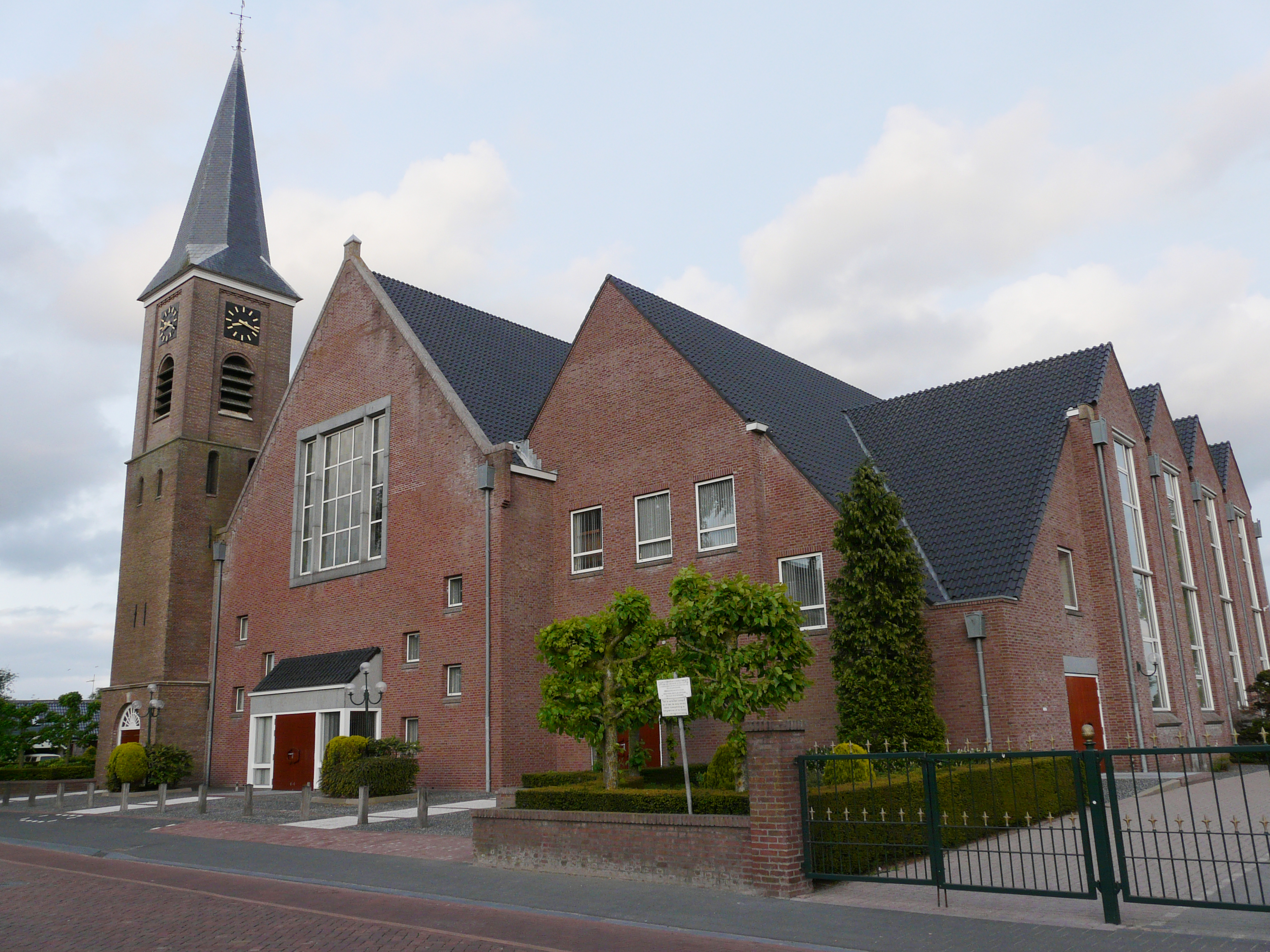
Dorpskerk Hersteld Hervormde Gemeente te Staphorst

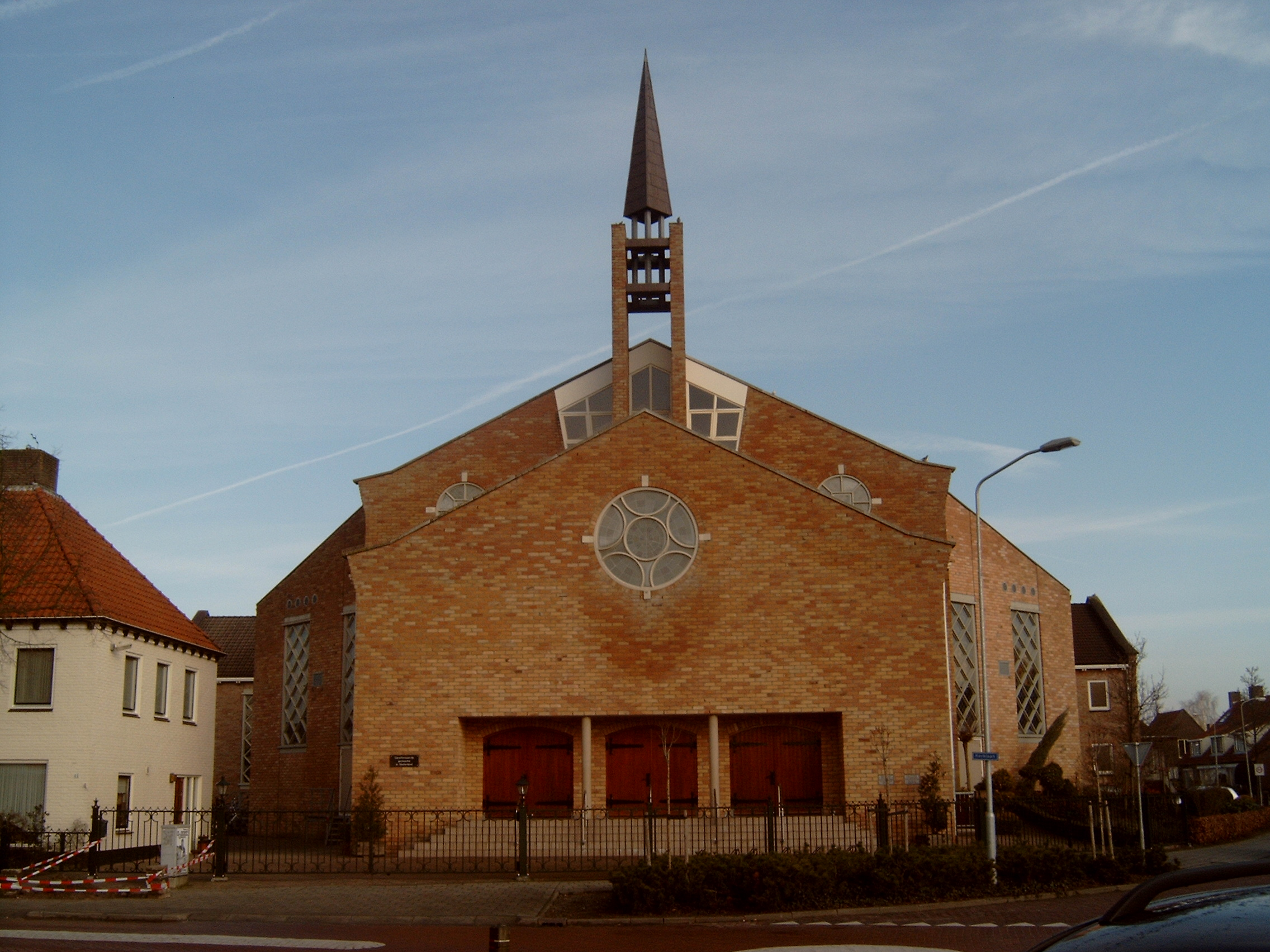
Kerkgebouw Gereformeerde Gemeente in Ned. te Opheusden

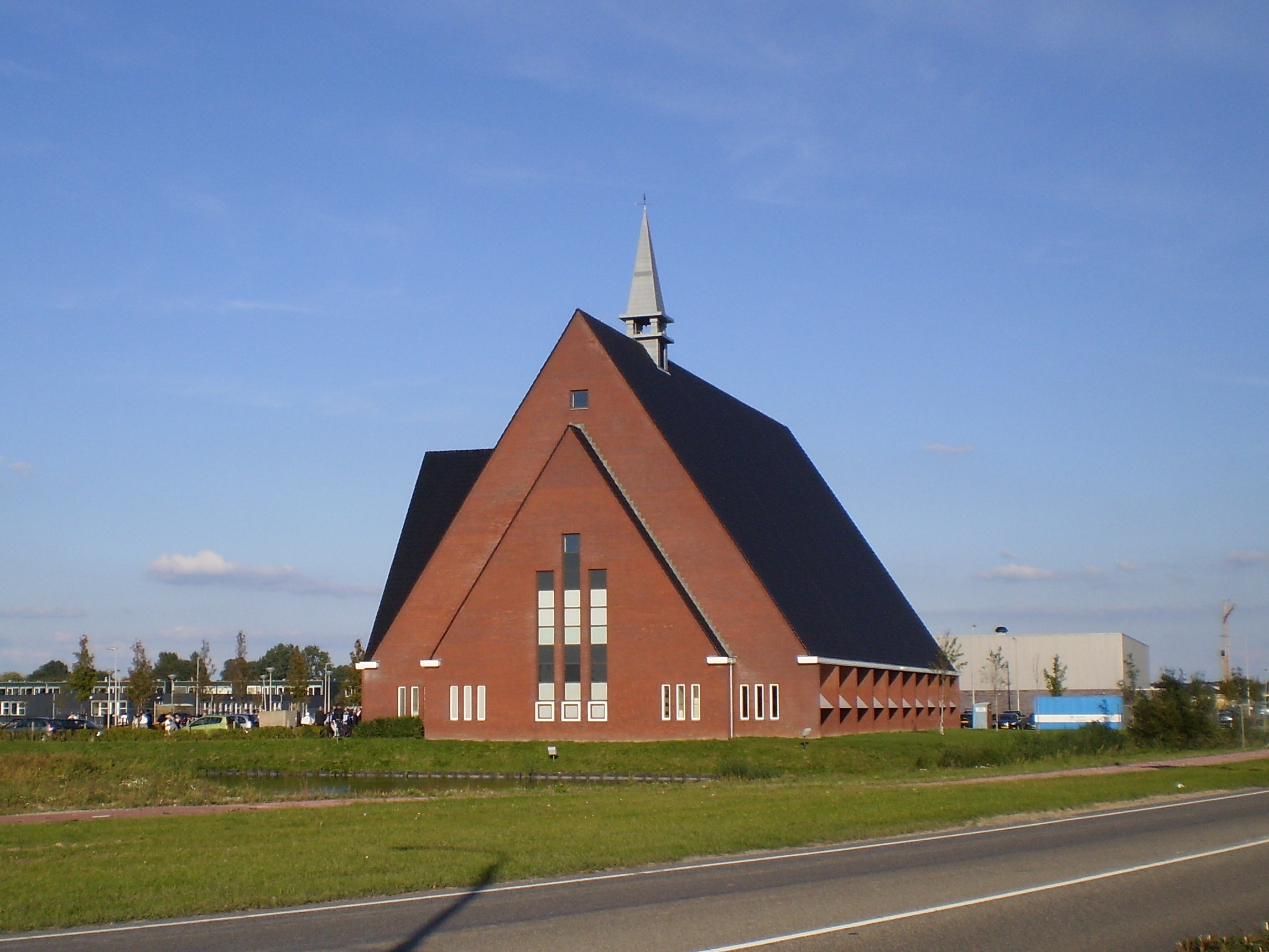
Gereformeerde Gemeente te Barendrecht

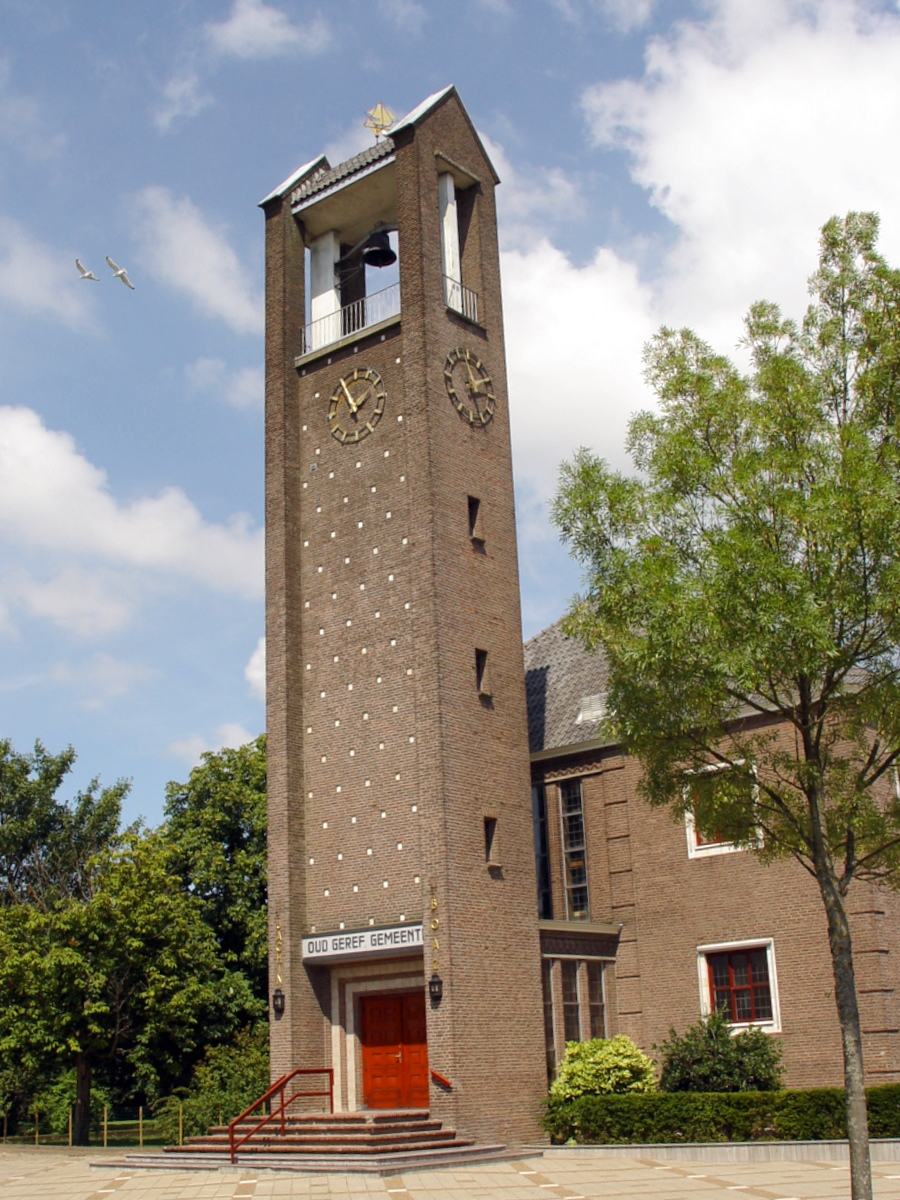
Jachin Boazkerk (Oud Gereformeerde Gemeente) te Urk

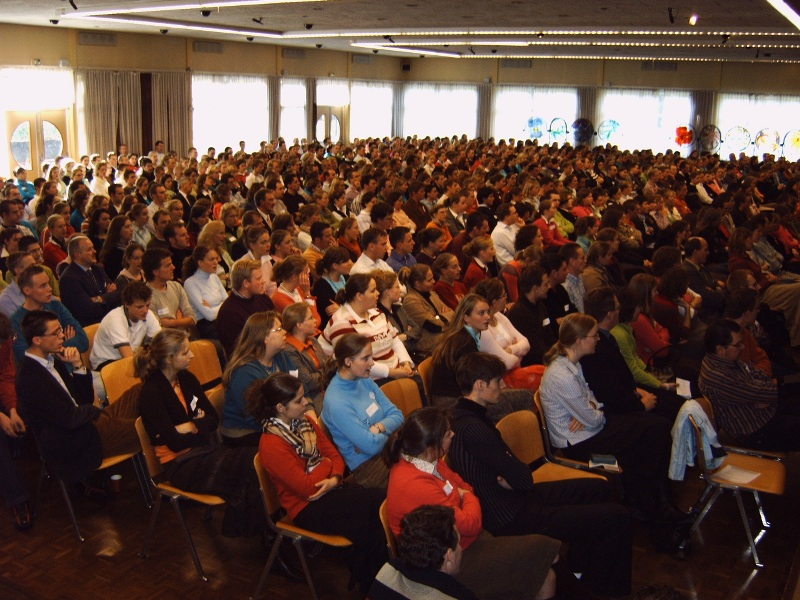
Hersteld Hervormde Jongerendag 2005 te Amersfoort

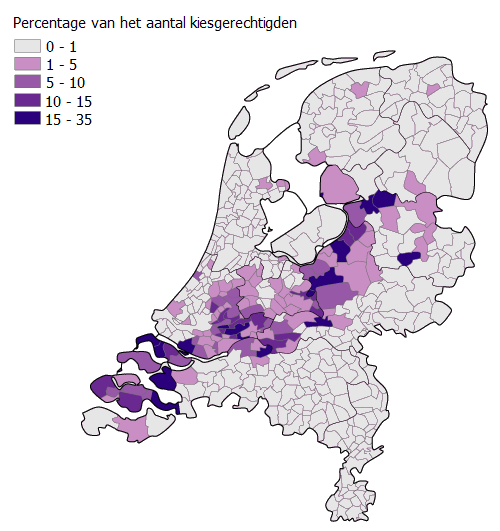
Verspreiding van de bevindelijk gereformeerden over Nederland: SGP-stemmers per gemeente bij de Tweede Kamerverkiezingen van 2010

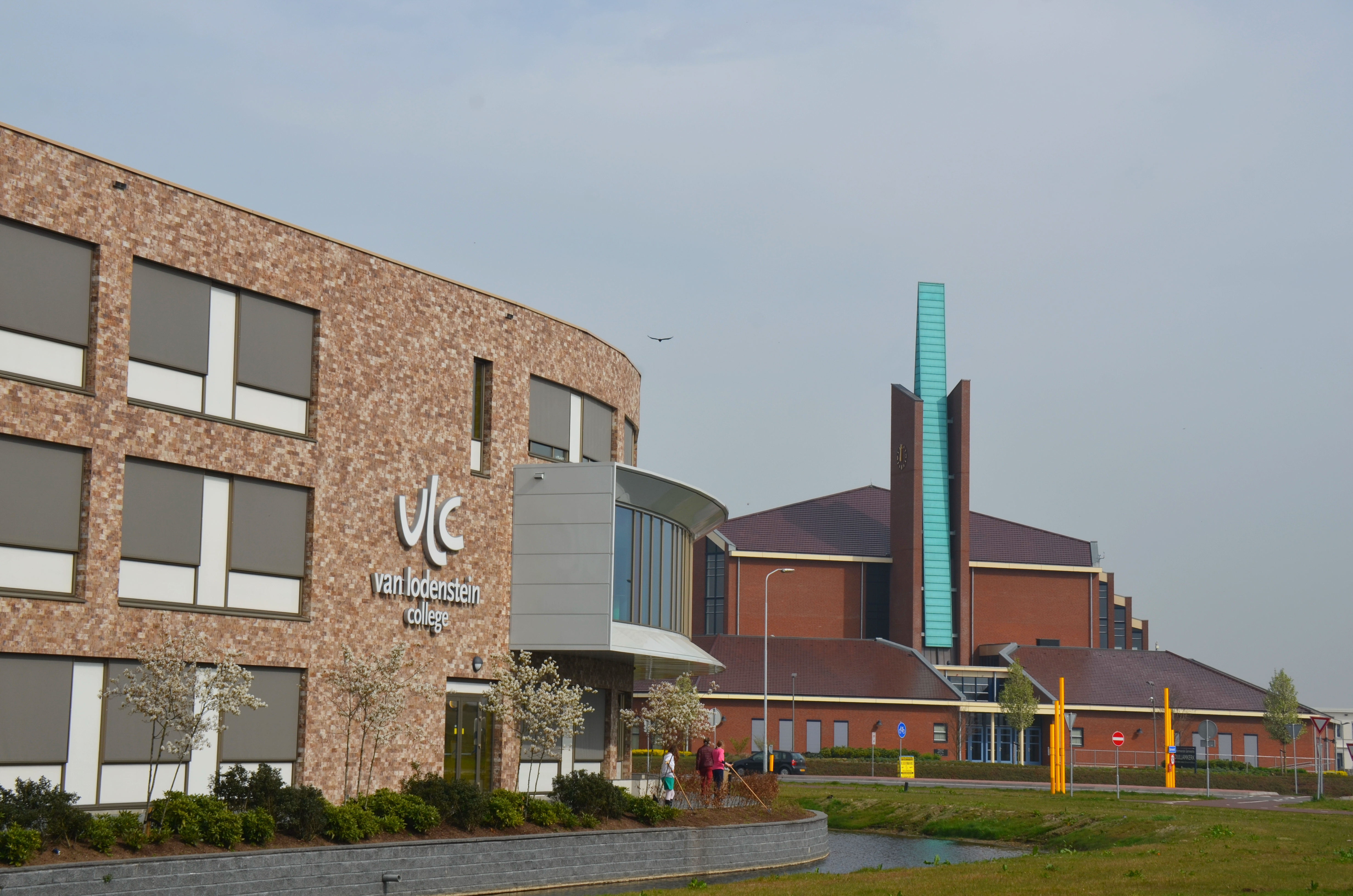
Nieuwbouw van het Lodenstein College en een nieuwe kerk van de Gereformeerde Gemeente te Barneveld bevestigen het beeld van concentratie van bevindelijk Gereformeerden op de westrand van de Veluwe.

De bevindelijk gereformeerden vormen binnen het gereformeerd protestantisme in Nederland een orthodox-protestantse stroming. Zij onderscheiden zich vanouds van de orthodox-gereformeerden door nadruk te leggen op de persoonlijke toe-eigening van het heil.

## Geloofskenmerken
De bevindelijk gereformeerden worden bevindelijk genoemd, omdat deze stroming binnen het gereformeerd protestantisme de nadruk legt op de persoonlijke beleving van de geloofsleer. Met bevinding wordt geloofservaring en 'toe-eigening' van de genade bedoeld. Er wordt dus een theologische term gebruikt voor een sociologische groep.
Men stelt dat de verzoening met God  door Christus Jezus niet alleen beleden moet worden (objectief), maar ook persoonlijk (subjectief) beleefd moet worden. Men onderscheidt door bepaalde 'geloofskenmerken' het ware geloof (zaligmakend geloof) van het niet-ware geloof (tijdgeloof en historisch geloof). In het boek van Gerard Wisse, in leven predikant en docent aan de theologische school van de Christelijke Gereformeerde Kerken, worden kenmerken beschreven zoals ‘een droefheid naar God’ en ‘een droefheid over de zonde’. Het meest typerende voor de prediking zoals die onder bevindelijk gereformeerden gangbaar is, is de beschrijving van geloofskenmerken. Orthodox-gereformeerden (onder wie Klaas Schilder) verwierpen bevinding in de prediking veelal als onschriftuurlijke mystiek. Bevindelijk gereformeerden verweten de orthodox-gereformeerden een verstandelijk of historisch geloof.

## Erediensten van bevindelijk gereformeerde kerken
De preek vormt sinds de Reformatie in gereformeerde kerkdiensten het belangrijkste onderdeel van de eredienst. Protestantse kerkgebouwen zijn daarom vanouds heel sober ingericht. Waar moderne protestantse kerken weer meer gebruik zijn gaan maken van symboliek en een uitgebreide liturgie, houden vooral de orthodox-gereformeerden en bevindelijk gereformeerde kerken vast aan de klassiek gereformeerde (sobere) liturgie van de erediensten.
Door het niet meegaan met de huidige gangbare modern-maatschappelijke (morele) standaard zijn de bevindelijk orthodox-gereformeerden als sociologische groep in de seculiere samenleving te onderscheiden.

### Nadere Reformatie
Gereformeerd wil zeggen dat men aansluit bij de traditie van de Reformatie. Bevindelijk wil zeggen dat er in de prediking aandacht is voor de persoonlijke geloofservaring die overeenstemming vertoont met de nalatenschap van de Nadere Reformatie. Dit laatste onderscheidt hen van de orthodox-gereformeerden, waar het accent vooral ligt op de leer van de Reformatie. De bevindelijke stroming is voortgekomen uit het calvinisme en de Reformatie van de zestiende eeuw, waaruit ook andere protestantse kerken zijn ontstaan. Ook worden zij sterk geïnspireerd door de beweging van de Nadere Reformatie. Deze beweging vertoont gemeenschappelijke kenmerken met het puritanisme in Engeland en Schotland en het piëtisme in Duitsland. De boeken van de predikers van de Nadere Reformatie en puriteinen worden door de bevindelijk gereformeerden nog steeds gelezen en ze worden nog regelmatig herdrukt.

### Samenwerkingsverbanden
De bevindelijk gereformeerden hebben zich verenigd in tal van reformatorische organisaties, zoals eigen scholen, verzorgings- en verpleeghuizen, een werkgevers- en werknemersverbond (RMU), een krant (RD), een politieke partij (SGP) en de Gereformeerde Bijbelstichting ter verspreiding van de Bijbel.
Maatschappelijke en ethische kwesties, zoals de verhouding tussen man en vrouw, de plaats en betekenis van het gezin, het gebruik van de moderne media (radio/televisie/internet), abortus, euthanasie en homoseksualiteit, worden beoordeeld op grond van de Bijbel en de klassiek gereformeerde belijdenisgeschriften. Vooral de praktische toepassing van de Tien geboden en de Bergrede spelen hierbij een belangrijke rol, waarbij het aspect ‘liefde’ en de ‘norm’ niet als tegenstellingen worden gezien. Progressieve theologische denkbeelden als ‘schepping door evolutie’ wijst men doorgaans af.

### Achtergrond, organisatie en omvang
De bevindelijk gereformeerden worden in de literatuur onderscheiden van de groep die meestal wordt aangeduid als orthodox-gereformeerden. De orthodox-gereformeerden legden vanouds minder nadruk op de 'bevinding'. Zij wilden in de lijn van de Reformatie (de leer) staan, terwijl de bevindelijk gereformeerden ook de Nadere Reformatie als inspiratiebron hanteerden (het geloofsleven). Beide normeren zich binnen de kaders van de Bijbel en de gereformeerde belijdenis.
Orthodox-gereformeerd waren vanouds:
- Confessionelen in de Nederlands Hervormde Kerk
- Gereformeerde Kerken in Nederland (1892)
- Gereformeerde Kerken vrijgemaakt (1944).

De volgende kerkelijke groeperingen werden vanouds als bevindelijk gereformeerd getypeerd:
- de Gereformeerde Bond in de Hervormde Kerk (1906)
- de Christelijke Gereformeerde Kerken (1892)
- de Hersteld Hervormde Kerk (2004)
- de Gereformeerde Gemeenten (1907)
- de Gereformeerde Gemeenten in Nederland (1953)
- de Gereformeerde Gemeenten in Nederland (buiten verband) (1980)
- de Oud Gereformeerde Gemeenten in Nederland (1947)
- verschillende vrije gemeenten
- een groep aangeduid als thuislezers. Hun aantal is geschat op 3000 tot 6000.[4]

De totale omvang van de bevindelijk gereformeerde bevolkingsgroep blijft de laatste jaren gelijk of groeit licht.

## Ontwikkelingen
Door ontwikkelingen is er door de jaren veel verschoven. Vanuit de Gereformeerde Kerken in Nederland kwamen geregeld predikanten en leden over naar de Christelijke Gereformeerde Kerken. Dit kerkverband kreeg in de jaren vijftig en zestig steeds meer een orthodox karakter ten koste van het oorspronkelijke bevindelijke gehalte. De Gereformeerde Kerken in Nederland werden in dezelfde periode in hun opvattingen steeds moderner. De Gereformeerde Kerken vrijgemaakt maakten de laatste tientallen jaren dezelfde ontwikkeling door, evenals het kerkverband van de Nederlands Gereformeerde Kerken, waardoor zij nu eerder te kenschetsen zijn als modern-gereformeerd. Modern-gereformeerden kenmerken zich door ruimere opvattingen rondom thema's als 'de vrouw in het ambt' en 'Schepping en/of evolutie'. Vanaf de jaren vijftig zochten veel bevindelijk gereformeerden hun toevlucht tot de Gereformeerde Gemeenten of de Oud Gereformeerde Gemeenten in Nederland. Door de oprichting van 'Bewaar het Pand' in 1966 wist een groep predikanten binnen de Christelijke Gereformeerde Kerken te voorkomen dat meer bevindelijk gereformeerden uit dit kerkverband zouden vertrekken. In 2004 wilde een groep uit bevindelijk hervormd-gereformeerde kring niet mee naar de verenigde Protestantse Kerk in Nederland en vormden de Hersteld Hervormde Kerk.
| Kerkgenootschap                                                              | Ledental  | Datum          |
| ---------------------------------------------------------------------------- | --------- | -------------- |
| Protestantse Kerk in Nederland (Gereformeerde Bond)                          | * 290.000 | schatting      |
| Gereformeerde Gemeenten                                                      | 107.787   | 1 januari 2018 |
| Hersteld Hervormde Kerk                                                      | 59.532    | 1 januari 2018 |
| Gereformeerde Gemeenten in Nederland                                         | 24.339    | 1 januari 2018 |
| 'Bewaar het Pand' (onderdeel van Christelijke Gereformeerde Kerk)            | 12.600    | 1 januari 2013 |
| Oud Gereformeerde Gemeenten in Nederland                                     | 18.500    | schatting      |
| Vrije gemeenten                                                              | 5.500     | schatting      |
| Thuislezers                                                                  | 3.000     | schatting      |
| Gereformeerde Gemeenten in Nederland (buiten verband)                        | 1.500     | schatting      |
| Totaal                                                                       | 522.758   | schatting      |
| * een minderheid van deze leden is orthodox en niet bevindelijk gereformeerd |           |                |

## Geografische verspreiding
In de 19de eeuw waren bevindelijk gereformeerden sterk in Friesland en Groningen vertegenwoordigd. Door de jaren heen ontstond een strook die loopt van Walcheren tot Staphorst, die de naam de Bijbelgordel kreeg. In met name plaatsen als Alblasserdam, Katwijk aan Zee, Opheusden, Barneveld, Lunteren, Staphorst, Urk, Rijssen, Nunspeet, Yerseke wonen veel bevindelijk gereformeerde gelovigen. Door verhuizing vanuit de grote steden naar de Bijbelgordel neemt de concentratie in deze strook toe. Hierdoor groeien veel kerkelijke gemeenten en worden er nieuwe en grote kerken, tot zo'n 3000 zitplaatsen, gebouwd.
De 25 grootste reformatorische kerkelijke gemeenten in Nederland zijn in de onderstaande tabel weergegeven. Hervormde gemeenten binnen de Protestantse Kerk in Nederland die geheel of gedeeltelijk behoren tot de Gereformeerde Bond zijn in dit overzicht buiten beschouwing gelaten. Veel van deze hervormd gereformeerde gemeenten hebben niet uitsluitend bevindelijk gereformeerde leden. De grootste hervormd-gereformeerde gemeenten in Nederland – de hervormde gemeenten van Veenendaal, Ede, Rijssen, Katwijk aan Zee, Putten, Ridderkerk en Barneveld – hebben elk tussen de 5000 en 15.000 leden.
| Gemeente                                | Plaats                      | Leden |
| --------------------------------------- | --------------------------- | ----- |
| Hersteld Hervormde Gemeente             | Staphorst                   | 4536  |
| Gereformeerde Gemeente in Nederland     | Barneveld                   | 3795  |
| Gereformeerde Gemeente in Nederland     | Opheusden                   | 2947  |
| Gereformeerde Gemeente                  | Rijssen-Zuid                | 2764  |
| Gereformeerde Gemeente                  | Nunspeet                    | 2396  |
| Gereformeerde Gemeente                  | Kootwijkerbroek             | 2386  |
| Gereformeerde Gemeente                  | Barneveld-Centrum           | 2360  |
| Gereformeerde Gemeente                  | Yerseke                     | 2327  |
| Gereformeerde Gemeente                  | Rijssen-Noord               | 2295  |
| Gereformeerde Gemeente                  | Opheusden                   | 2263  |
| Gereformeerde Gemeente                  | Veenendaal                  | 2230  |
| Hersteld Hervormde Gemeente             | Ouddorp                     | 2168  |
| Gereformeerde Gemeente                  | Genemuiden                  | 2145  |
| Gereformeerde Gemeente                  | Hendrik-Ido-Ambacht         | 2110  |
| Gereformeerde Gemeente                  | Scherpenzeel                | 2063  |
| Gereformeerde Gemeente                  | Krabbendijke                | 2043  |
| Gereformeerde Gemeente                  | 's-Gravenpolder             | 2030  |
| Hersteld Hervormde Gemeente             | Katwijk aan Zee             | 1980  |
| Hersteld Hervormde Gemeente             | Lunteren                    | 1947  |
| Hersteld Hervormde Gemeente             | Opheusden                   | 1943  |
| Gereformeerde Gemeente                  | De Valk-Wekerom te Lunteren | 1922  |
| Oud Gereformeerde Gemeente in Nederland | Krimpen aan den IJssel      | 1900  |
| Gereformeerde Gemeente                  | Barneveld-Zuid              | 1814  |
| Gereformeerde Gemeente                  | Werkendam                   | 1799  |

## Oorsprong

Ontstaan van de verschillende stromingen in Nederland

Ontstaansgeschiedenis van kerken in Nederland

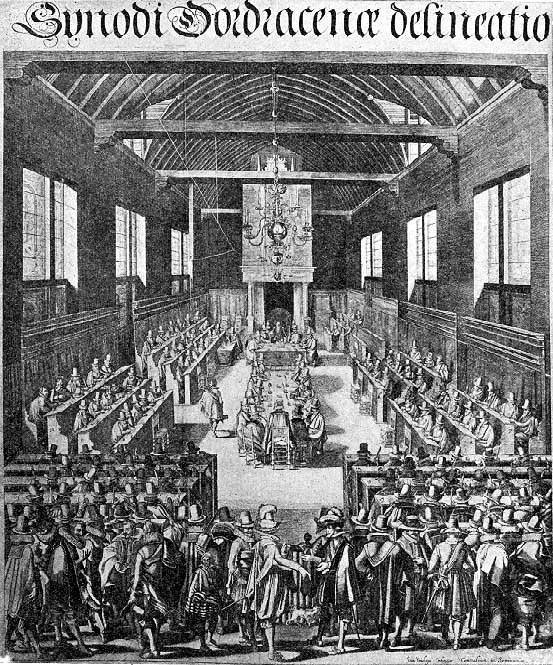
De Synode van Dordrecht, 13 november 1618

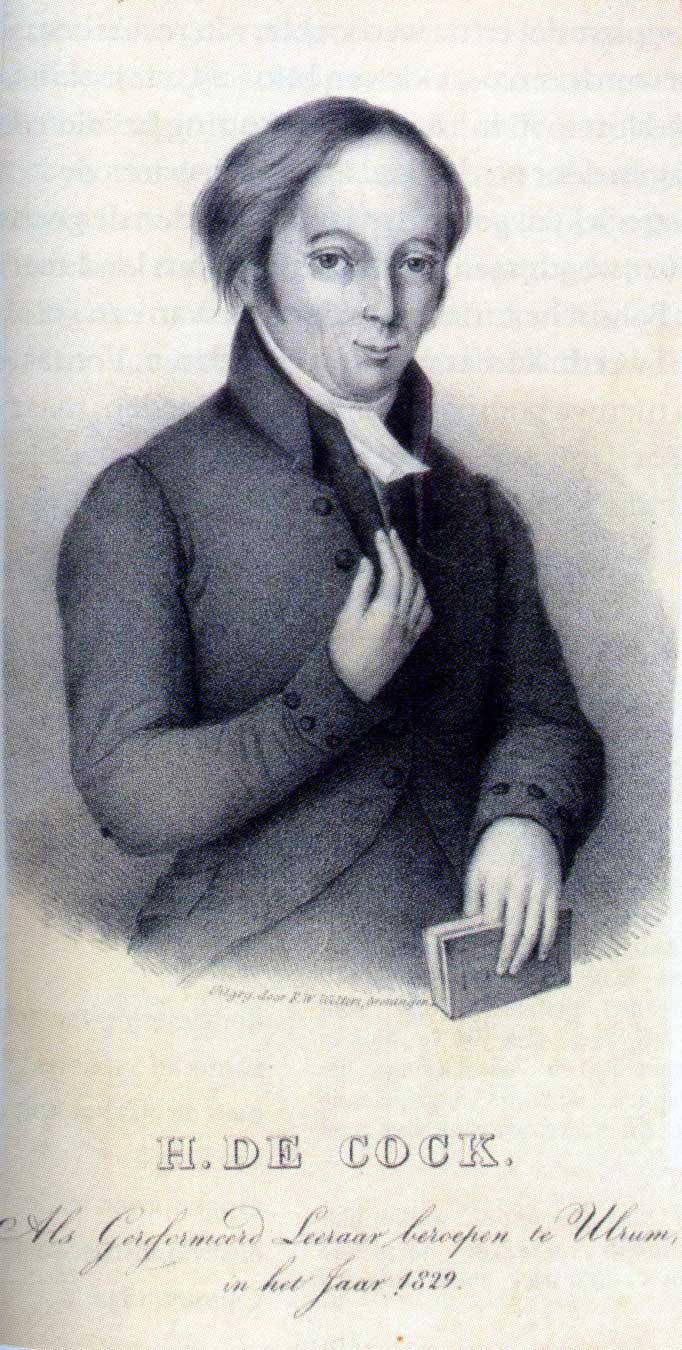
Hendrik de Cock in 1829

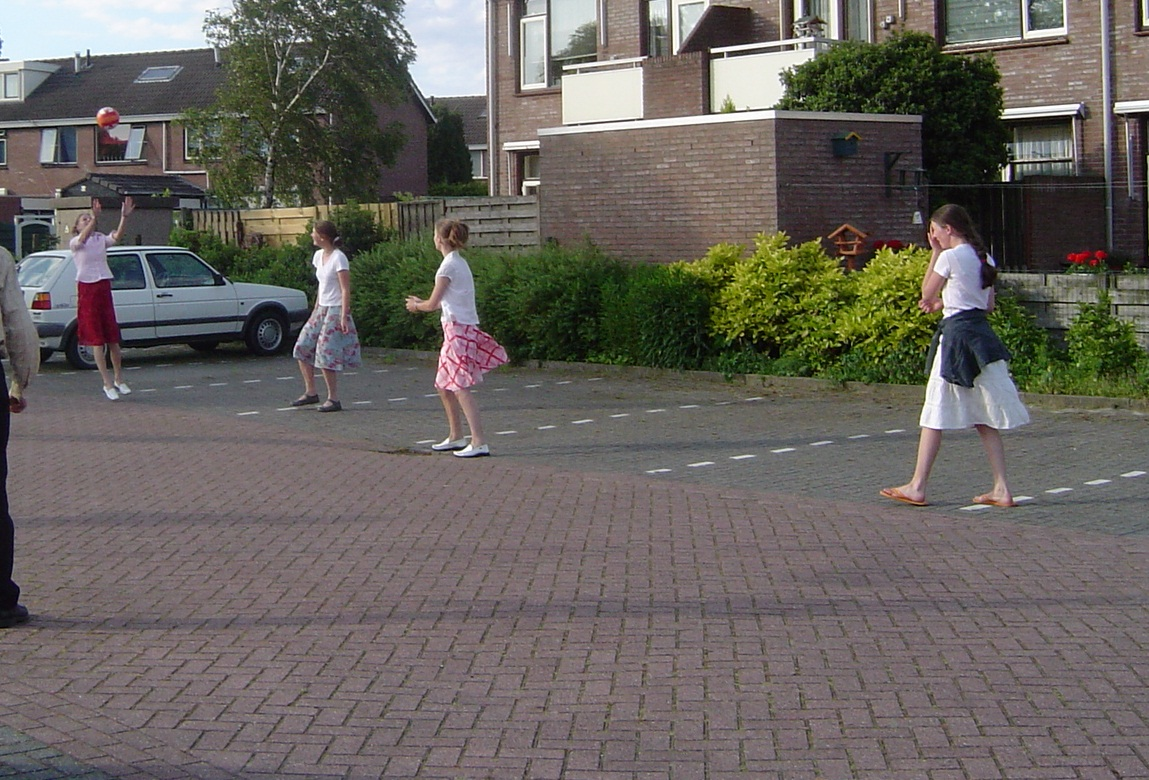
Reformatorische jongeren

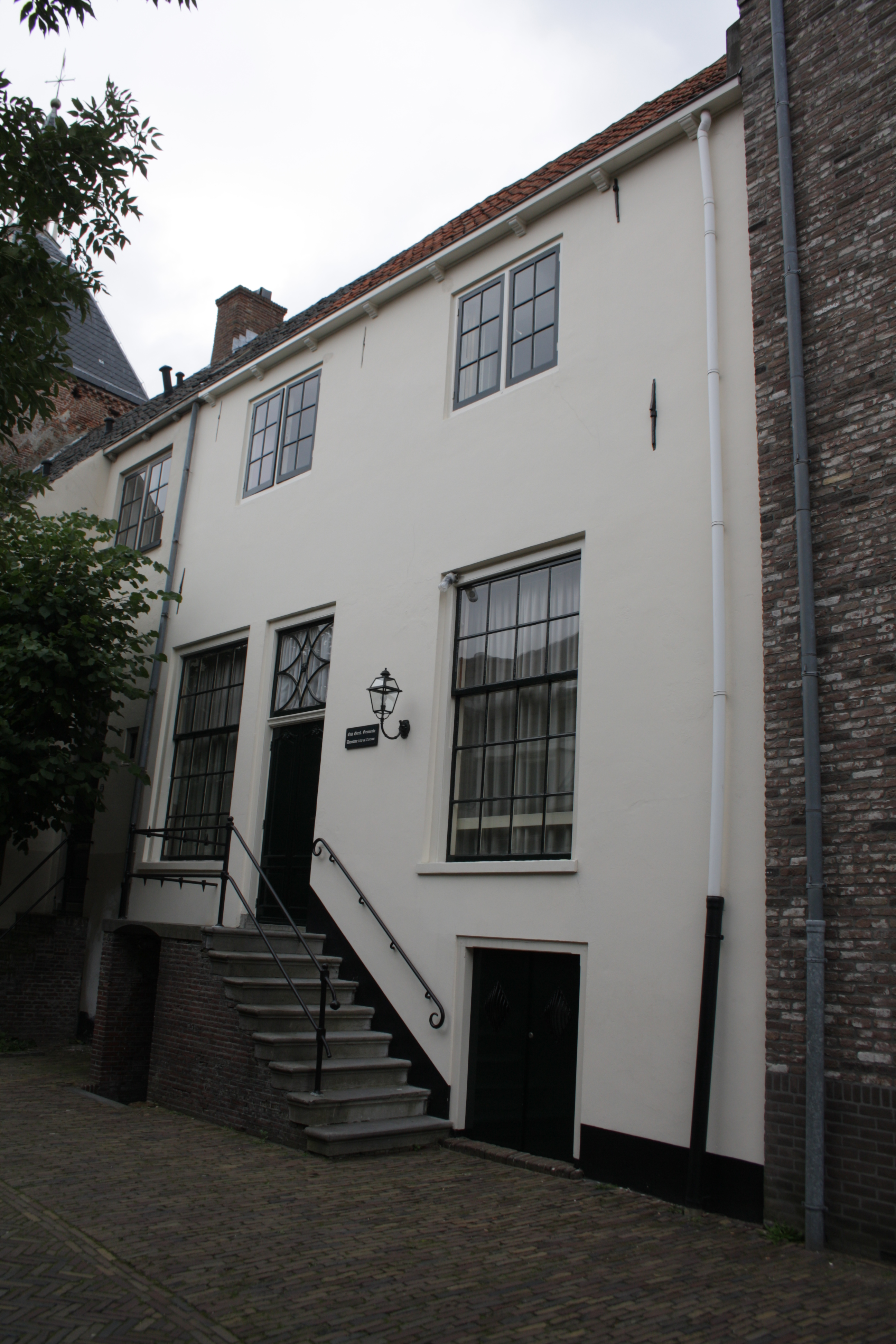
Oud Gereformeerde Gemeente te Amersfoort (De Muurhuizenkerk)

In de 18e eeuw heeft de Nadere Reformatie op verschillende manieren van zich doen spreken. Deze beweging ontstond na 1620, direct na de Synode van Dordrecht (1618-1619), dus in de tweede helft van de Gouden Eeuw. Tot de eerste vertegenwoordigers worden gerekend: William Amesius, Willem Teelinck en Voetius. Steeds opnieuw riepen de Nadere Reformatoren land en overheid op tot een terugkeer naar de Bijbelse beginselen. De laatste vertegenwoordiger van de Nadere Reformatie in de 18e eeuw is Theodorus van der Groe, een predikant in Rotterdam-Kralingen. Een bekende uitspraak in dit verband is: “Van der Groe doet het hekje toe." Het werkterrein van de vertegenwoordigers van de Nadere Reformatie bestreek de gehele maatschappij, en kan onderverdeeld worden in de kerk, het gezin en de overheid.

## Afscheiding van 1834
In de 19e eeuw werd de theologie binnen de Nederlandse Hervormde Kerk sterk beïnvloed door de Verlichting. Predikanten die hiertegen in verzet kwamen werden afgezet. Dit leidde uiteindelijk tot de Afscheiding in 1834. De vader van deze afscheiding was ds. Hendrik de Cock uit Ulrum. In de Afscheiding van 1834 hadden de bevindelijk gereformeerden een belangrijk aandeel.
Na de Afscheiding van 1834 viel men in diverse kerkverbanden uiteen. In 1892 werden de Gereformeerde Kerken Nederland opgericht, alsook de Christelijke Gereformeerde Kerken. Beide kerkverbanden bevatten in hun beginfase predikanten en leden die men zou kunnen omschrijven als bevindelijk gereformeerd. In de Gereformeerde Kerken in Nederland was een ontwikkeling gaande van rationalisering van het geloof, wat bij de generaties daarna deels heeft geleid tot volledige vrijzinnigheid. In de Christelijke Gereformeerde Kerken lag dit anders, maar na de Tweede Wereldoorlog was hier een breuk met het bevindelijke verleden merkbaar.
In 1907 werden onder leiding van ds. Gerrit Hendrik Kersten de Gereformeerde Gemeenten opgericht. Deze gebeurtenis leidde tevens tot de oprichting van de Oud Gereformeerde Gemeenten. In 1953 vond een scheuring plaats in de Gereformeerde Gemeenten, waarna de Gereformeerde Gemeenten in Nederland ontstonden.
Niet alle bevindelijk gereformeerden zijn meegegaan met de Afscheiding of Doleantie. In de Nederlands Hervormde Kerk bleef de bevindelijk gereformeerde bevolkingsgroep sterk vertegenwoordigd, maar hun aandeel werd in de loop der jaren kleiner ten gunste van de kleinere afgescheiden kerkverbanden, met name de Gereformeerde Gemeenten.

## Kenmerken
C.S.L. Janse geeft in zijn proefschrift Bewaar het pand de volgende vier kenmerken aan de bevolkingsgroep:
- Kerkelijke riten – het handhaven van de zondagsrust, waarin twee à drie keer per zondag een kerkdienst wordt gehouden; tijdens de kerkdiensten worden vrijwel uitsluitend psalmen gezongen; een minderheid van de gemeenteleden neemt deel aan het avondmaal;
- Politiek en maatschappelijk gedrag – de SGP vertegenwoordigt deze bevolkingsgroep in de politiek, het Reformatorisch Dagblad in de media; televisie wordt afgewezen;
- Taalgebruik – een sterke voorkeur voor de Statenvertaling van de Bijbel; voor geestelijke zaken bestaat een eigen (archaïsche) woordenschat: de tale Kanaäns;
- Kleding – meisjes en vrouwen hebben tijdens de kerkdienst een hoofddeksel op; de predikanten gaan ook door de week in het zwart gekleed; van meisjes en vrouwen wordt verwacht geen "mannenkleding" te dragen.

Hieronder worden een aantal kenmerken nader toegelicht:

### Plaats van de zondag
De bevindelijk gereformeerden hechten aan de heiliging van de zondag. Deze dag staat geheel in het teken van de dienst van God. Op deze dag gaat men twee à drie keer naar een kerkdienst. In zo'n kerkdienst wordt gezongen uit de Psalmen, er wordt een gedeelte uit de Bijbel gelezen en door de voorganger gebeden. Centraal in de eredienst staat de preek, die in lengte kan variëren van drie kwartier tot een uur. In de morgendienst staat vaak een willekeurig gedeelte uit de Bijbel centraal, in de tweede dienst in veel gevallen de Heidelbergse Catechismus. In gemeenten waar geen predikant is, worden preken gelezen door een ouderling.
Bevindelijk gereformeerden zullen verrichten van zondagsarbeid en gebruikmaken van diensten door anderen zoveel mogelijk mijden. Uitzondering daarop zijn werkzaamheden die als noodzakelijk worden beschouwd, zoals medische zorg, politietaken en zorg voor dieren in de agrarische sector. Men zal deze dag niet willen gebruiken om uit te gaan, boodschappen te doen of ver te reizen. Bij voorkeur wordt de zondag doorgebracht in de kring van het gezin.
In gezinsverband wordt vaak getracht de zondag op godsdienstige wijze door te brengen. Tot in hoeverre dat gebeurt verschilt sterk per gezin. Men praat bijvoorbeeld na over de preek, leest boeken, zingt gezamenlijk psalmen of geestelijke liederen of speelt gezamenlijk een spel.

### Dagelijks leven
Men is gewend dagelijks verschillende keren een stuk uit de Bijbel te lezen. Vaste momenten waarop de Bijbel opengaat zijn bij het opstaan, de maaltijden en het naar bed gaan.

### Waarde van het gezin
De bevindelijk gereformeerden kennen grote waarde toe aan het gezin. Kinderen worden beschouwd als een bijzondere gave van God. Kinderen worden in bevindelijk gereformeerde kring ontvangen. Grotere gezinnen zijn daarom niet ongewoon. De ouders beloven bij de kinderdoop hun kinderen een Bijbelse opvoeding te geven. De meeste prioriteit in de opvoeding van kinderen ligt bij de moeders. Kinderopvang buitenshuis wordt soms ontmoedigd. Vrouwen zijn vaak actief in vrijwilligerswerk en in mantelzorg. Ook komt men vrouwen uit deze kerken regelmatig tegen in het hoger en wetenschappelijk onderwijs. Arbeid wordt als een belangrijke deugd gezien; onder bevindelijk gereformeerden is de werkloosheid zeer laag.

### Kleding
Bevindelijk gereformeerden vinden op grond van de Bijbel dat mannen en vrouwen gelijkwaardig zijn, maar niet 'gelijkaardig': de taken van mannen en vrouwen verschillen. Deze verschillen komen tot uitdrukking in de kleding. Bij bevindelijk gereformeerden worden vrouwen vaak geacht een jurk of rok dragen of willen zij dat zelf; zij vinden een broek voor vrouwen ongepast. Wel zijn er verschillen per kerk en gelovige. Veel vrouwen dragen tegenwoordig ook een broek. Kleding die aanstoot geeft ziet men als een overtreding van het zevende gebod van de Tien geboden (Gij zult niet echtbreken).

### Distantie
Bevindelijk gereformeerden ervaren de huidige cultuur als een gegeven, maar soms ook als een bedreiging. Seksualiteit buiten het huwelijk wordt afgewezen. In dit verband staat men zeer kritisch tegenover popmuziek en moderne media (radio/tv/internet). Ook de bioscoop wordt afgewezen. In het gezinsleven tracht men een zekere afstand tot de omringende wereld te bewaren. Dat neemt echter niet weg dat velen wel volop functioneren in het maatschappelijk bestel.

### Vaccinatie en verzekering
Een minderheid binnen de bevindelijk gereformeerden wijst vaccinatie af. In 1971 was er in Nederland een polio-epidemie op de Veluwe (vooral in de dorpen Elspeet, Nunspeet, Uddel en Staphorst) waarbij meer dan 100 personen besmet raakten. Bij alle recente polio-uitbraken in Nederland waren de patiënten die aan polio leden daar niet tegen ingeënt, om religieuze redenen. Doordat mensen die niet gevaccineerd zijn regionaal geclusterd zijn, wordt de kans op epidemieën vergroot. Tijdens de polio-epidemie in 1992 (te Streefkerk) werden daarom alle bewoners in de Bijbelgordel opgeroepen om zich (eventueel opnieuw) tegen deze gevaarlijke ziekte te laten inenten.
In 1999 en 2013 vonden er mazelenepidemieën plaats onder niet-gevaccineerden in de Bijbelgordel. In april 2008 werd voor het eerst in twintig jaar, in de streek tussen Zeeland en de Veluwe, waar veel orthodox-protestanten wonen die zich niet laten inenten, het virus gesignaleerd dat in dat jaar tot een bofepidemie leidde,
Een heel klein deel bevindelijk- en orthodox-gereformeerden (enkele procenten) wijst ook verzekering om dezelfde reden af. Zij zijn als gemoedsbezwaarden bij de Belastingdienst vrijgesteld van premies voor volksverzekeringen, maar moeten ter compensatie extra belasting betalen. Het percentage bevindelijk gereformeerden dat bezwaar maakt tegen vaccinatie en verzekering neemt af. Men vindt de bezwaarden vooral onder leden van twee kleinere kerkverbanden: de (Oud) Gereformeerde Gemeenten in Nederland. De vaccinatiegraad varieert van ruim 85% (Christelijk Gereformeerde Kerken, Bewaar het Pand en de Gereformeerde Bond), 50-75% in de Gereformeerde Gemeenten en de Hersteld Hervormde Kerk, en minder dan 25% in de eerder genoemde kleinere kerkverbanden.

### Homoseksualiteit
Bevindelijk gereformeerden maken onderscheid tussen homoseksuele geaardheid en het praktiseren ervan. De homoseksuele mens wordt als persoon in deze kring niet afgewezen, wel neemt men afstand van de homoseksuele praxis. Hiervoor beroept men zich op de Bijbel, waarin de homoseksuele praxis wordt verboden, maar tegelijk de oproep klinkt om mensen lief te hebben. In Romeinen 1:27 schrijft de apostel Paulus over de homoseksuele daad; hij typeert dit als 'schandelijkheid'. De bevindelijk gereformeerden zien hierin een duidelijke afwijzing van de homoseksuele daad. Het homohuwelijk wordt door hen radicaal afgewezen.

### Taalgebruik

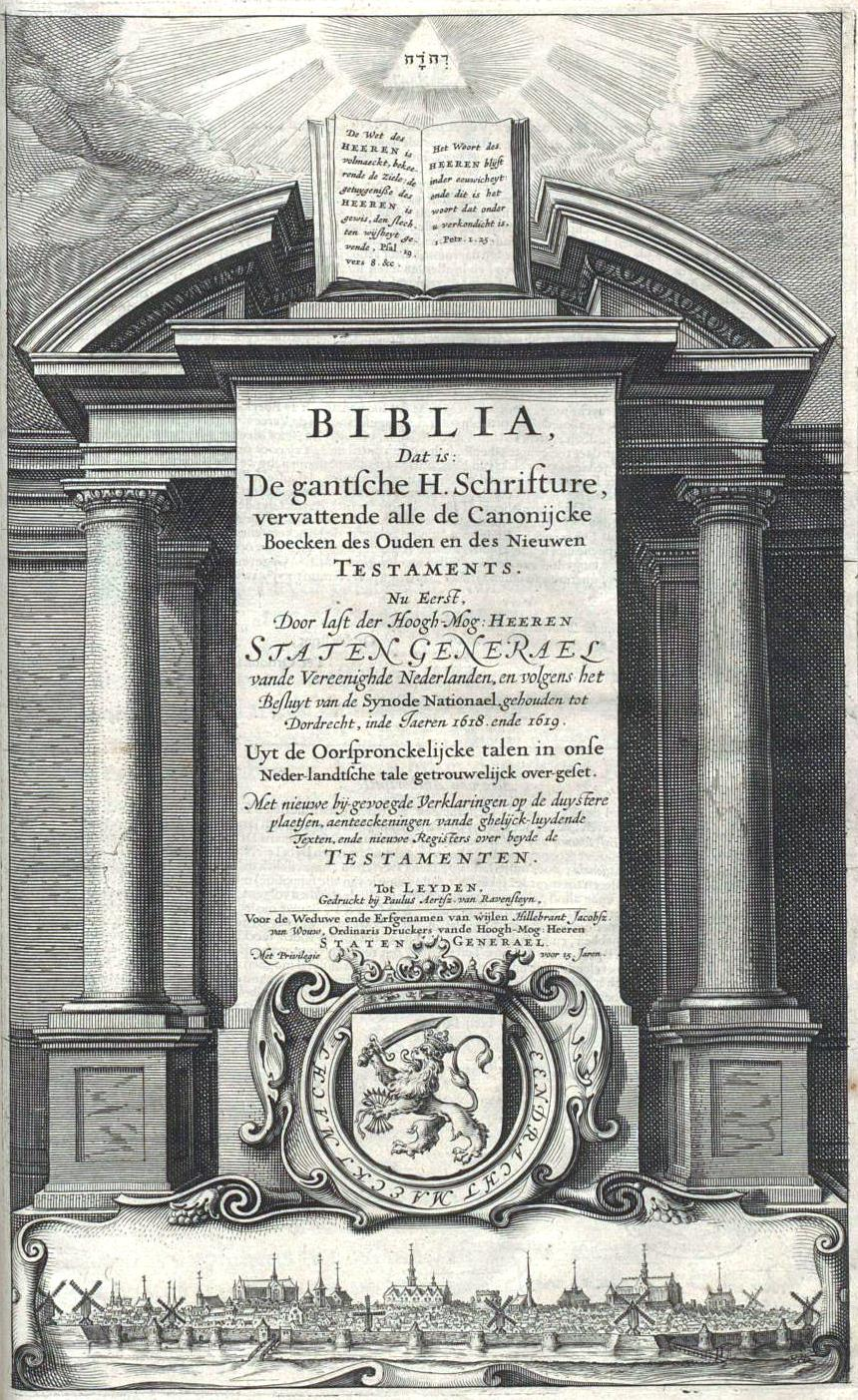
Titelpagina van de eerste Statenvertaling

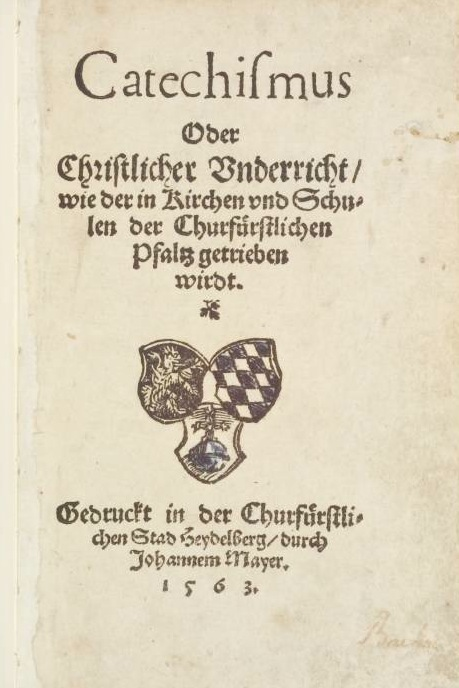
Titelpagina van de eerste Heidelberger Catechismus

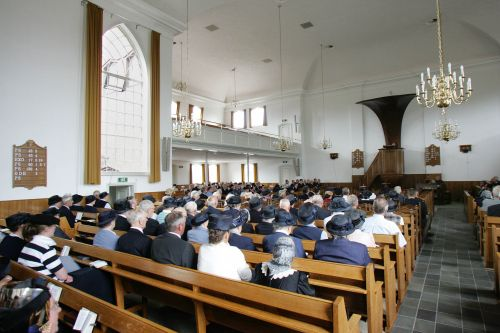
Een reformatorische kerkdienst. Foto genomen in de HHK van Doornspijk tijdens een zendingsdienst

Onder bevindelijk gereformeerden is sprake van een taaljargon dat sterk beïnvloed is door de Statenvertaling. In 2010 is de Herziene Statenvertaling verschenen. Dit initiatief heeft veel steun gekregen, al was er ook verzet uit de hoek van de Gereformeerde Bijbelstichting (GBS). De landelijke synode van de Gereformeerde Gemeenten wees in 2011 de Herziene Statenvertaling af voor gebruik in kerk en gezin. In 2012 ontraadde de synode van de Hersteld Hervormde Kerk gebruik van de Herziene Statenvertaling.

### De belijdenis
De bevindelijk gereformeerden beschouwen de Bijbel als het (onfeilbare) Woord van God met exclusieve, absolute en universele zeggingskracht. In tegenstelling tot de vrijzinnig protestanten houden zij vast aan het gezag van de Bijbel als zijnde het door God geïnspireerde Woord, aan de leer zoals verwoord door de algemeen christelijke belijdenisgeschriften, waaronder de Apostolische geloofsbelijdenis Belijdenis van Nicea, en aan de Geloofsbelijdenis van Athanasius. Evenzo aan de (specifiek gereformeerde belijdenisgeschriften) Drie Formulieren van Enigheid: de Nederlandse Geloofsbelijdenis, de Heidelbergse Catechismus en de Dordtse Leerregels. Ook andere gereformeerde belijdenisgeschriften, zoals de Belijdenis van Westminster, worden onderschreven.
In tegenstelling tot de orthodox-gereformeerden heeft de prediking van de bevindelijk gereformeerden specifieke kenmerken, zoals hieronder omschreven.

## De prediking
In de christelijke kerk neemt de prediking een belangrijke plaats in. In het algemeen is de prediking een uitleg van de Bijbel of van een van de belijdenisgeschriften en een actualisering van de Bijbelse boodschap naar het doen en laten voor de gelovigen voor het leven van vandaag de dag (toepassing). De bevindelijk gereformeerden leggen in de prediking extra accenten, sterk afwijkend van hetgeen in andere kerkverbanden gebruikelijk is. Zij zeggen dat de prediking ‘Schriftuurlijk bevindelijk’ moet zijn. Dit wordt hieronder nader toegelicht.
Een kerkdienst in bevindelijk gereformeerde kring duurt ongeveer 90 minuten. Soms lopen de kerkdiensten uit naar 2 uur, bijvoorbeeld wanneer het Heilig Avondmaal wordt bediend. In de prediking staat de uitleg van de Bijbel centraal. De Bijbeltekst wordt uitgelegd, ook wordt de betekenis voor vandaag de dag en voor het geestelijk leven van de gemeente duidelijk gemaakt. Vooral de relatie met het geestelijke leven (het innerlijk) is van groot belang. Hier wordt in de prediking uitvoerig en indringend bij stil gestaan. Steeds worden Bijbelse gedachten en geschiedenissen gezien in het licht van het geestelijke leven van Gods kinderen vandaag de dag. Centraal in de prediking staat hoe Jezus leed en stierf voor zondaren. Er wordt sterk op gewezen dat men persoonlijk moet weten dat Jezus ook voor hem of haar gestorven is. Door genade wordt de mens met God verzoend.

### Bevindelijk
De prediking is in de eerste plaats uitleg van een gedeelte uit de Bijbel. Er wordt uitgelegd hoe Jezus Christus zondaren zalig maakt en de Heilige Geest het geloof bewerkstelligt. Ook wordt uitgelegd wat echte en valse ervaringen zijn. Het ervaringselement noemen de bevindelijk gereformeerden de bevinding. In de preek wordt vrij uitvoerig op dergelijke ervaringen ingegaan.

### Onderscheidend of separerend
De bevindelijk gereformeerden maken heel duidelijk onderscheid tussen echt en niet-echt geloof. Het echte geloof is een gave van de Heilige Geest. Niet alle kerkgangers hebben het ware geloof, velen hebben juist dit ware geloof niet. Zij worden aangespoord om daarom te bidden en daarnaar te zoeken. In de bevindelijk gereformeerde prediking wordt ronduit gesproken over de hemel en de hel. Alle ongelovigen worden gewaarschuwd en aangespoord om Jezus als Christus door het geloof te aanvaarden. Wie Jezus door een waar geloof als Zaligmaker aanneemt, is behouden. De scheiding tussen echt geloof en onecht geloof komt in deze prediking heel nadrukkelijk naar voren.

### Standen in het geestelijke leven

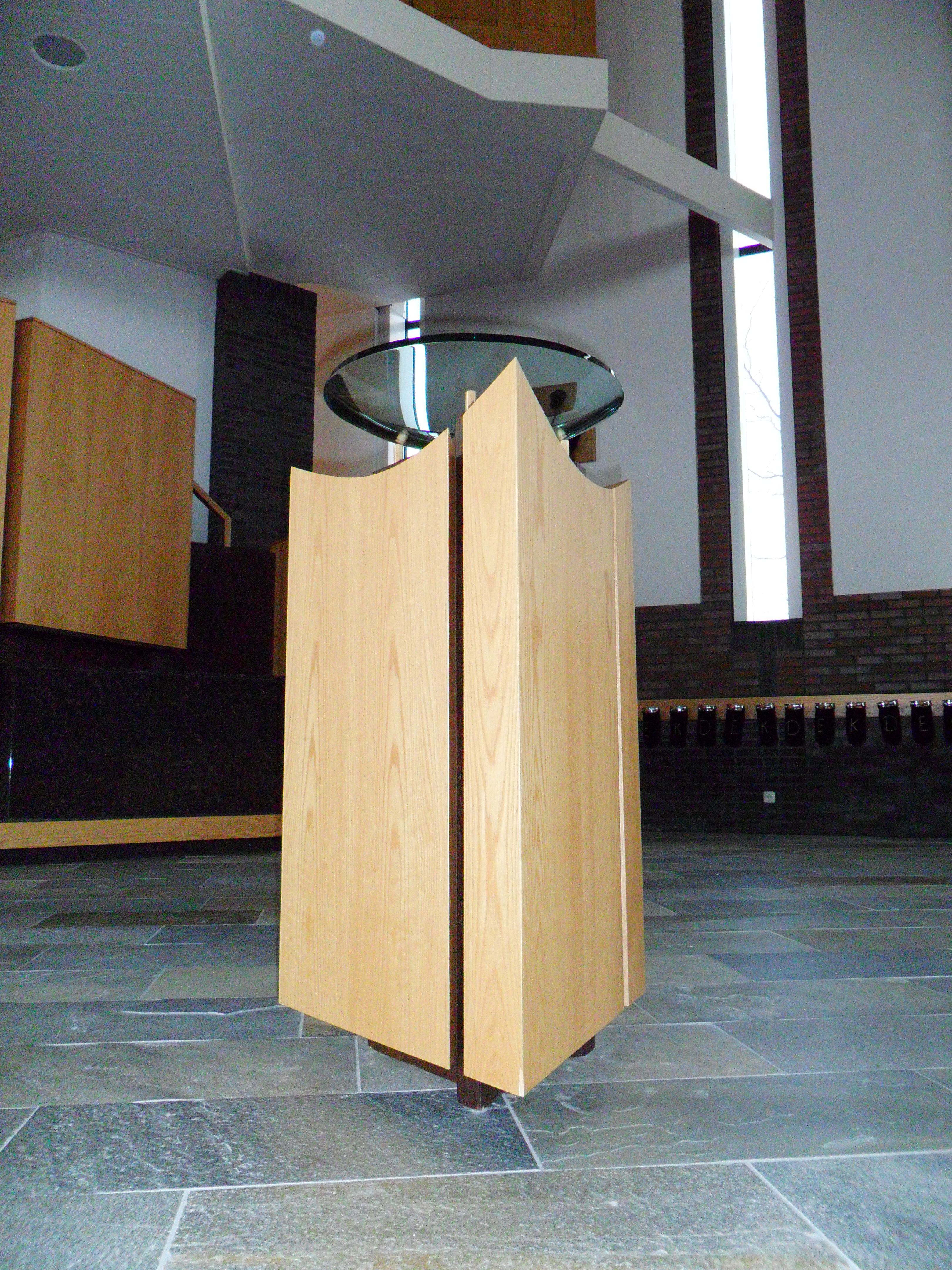
Doopvont Jachin en Boazkerk te Genemuiden

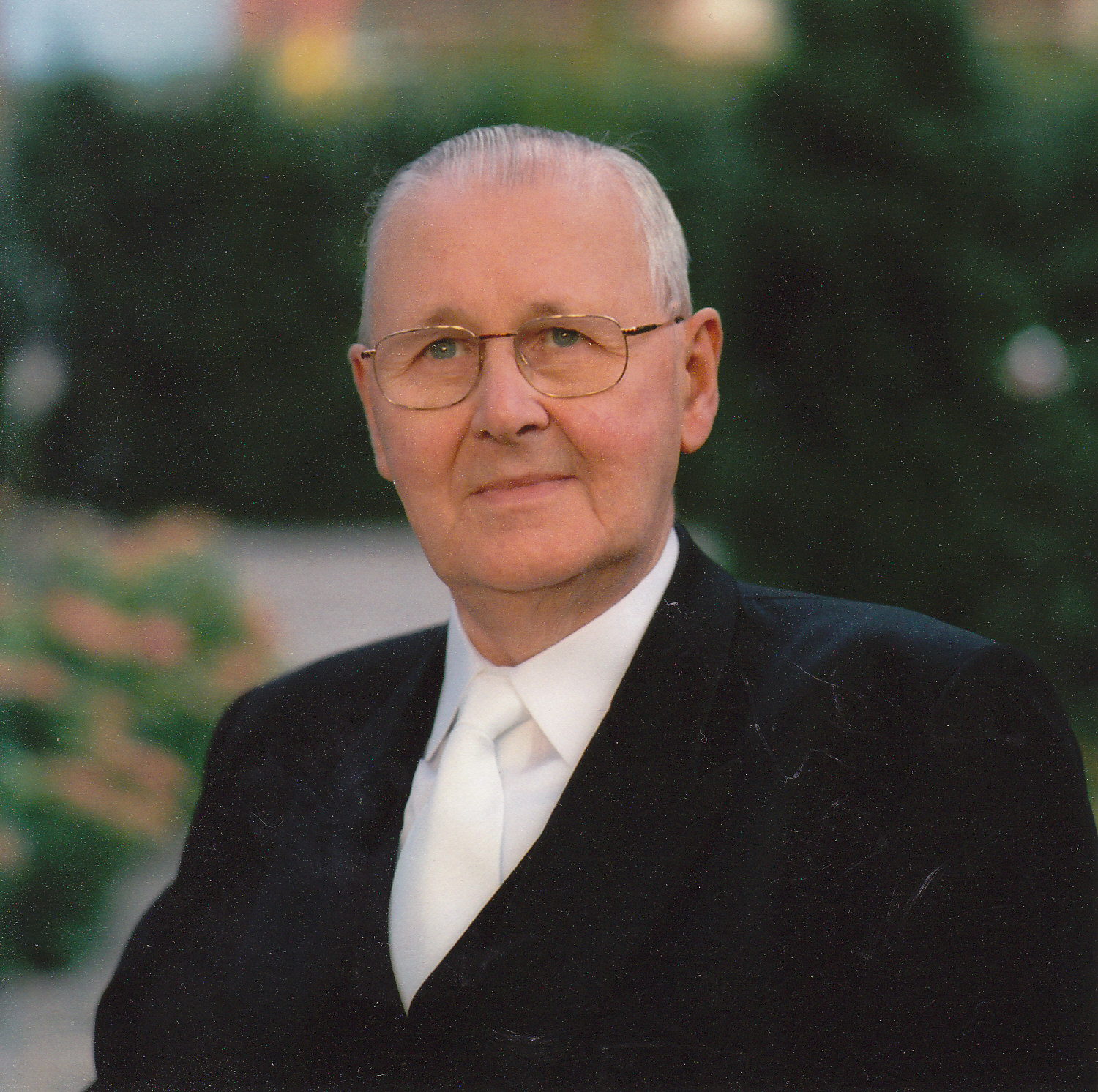
Ds. F. Mallan was als voorman van de Gereformeerde Gemeenten in Nederland lange tijd een van de leidende figuren binnen de bevindelijk gereformeerde bevolkingsgroep

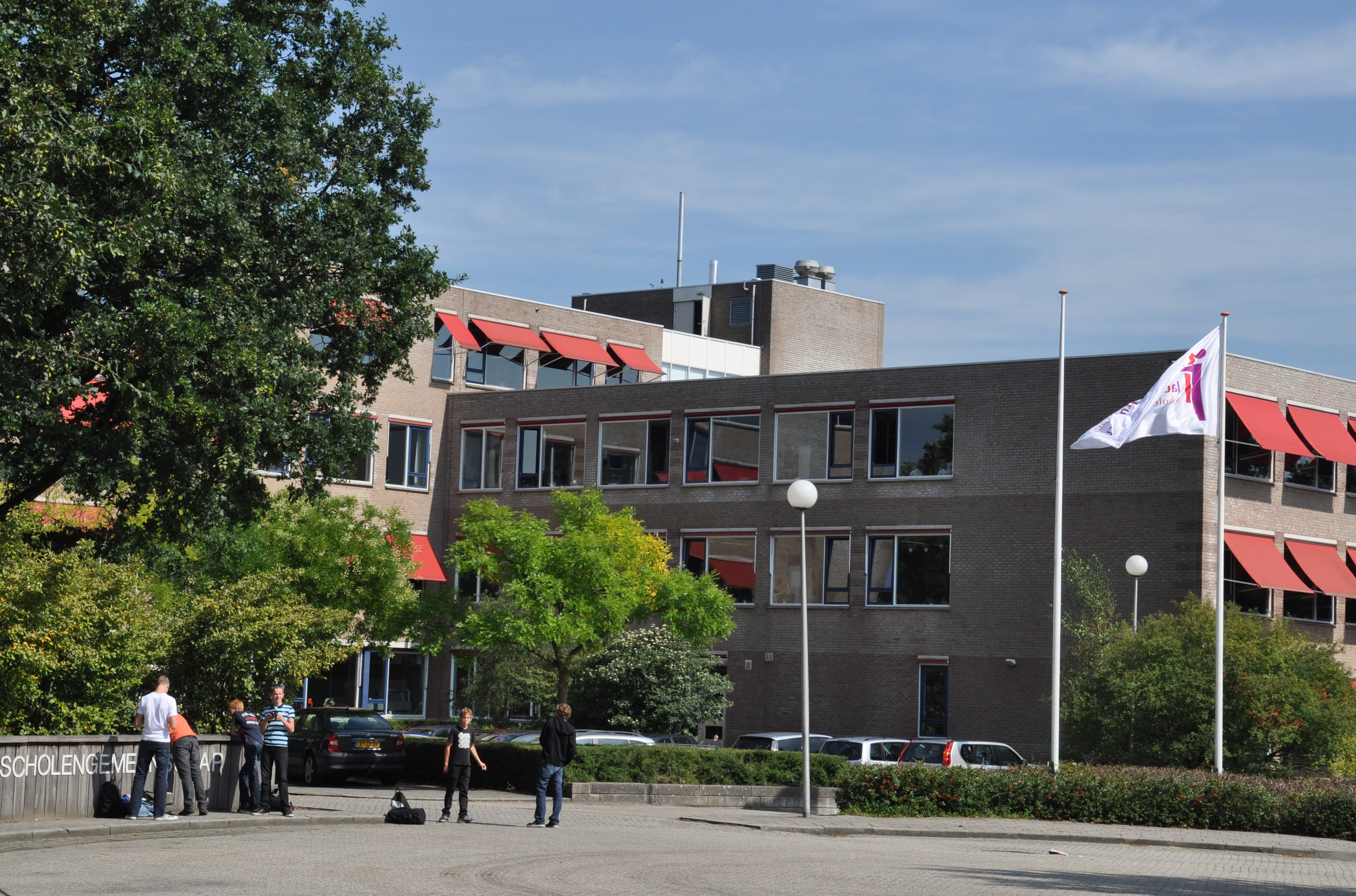
Jacobus Fruytier Scholengemeenschap te Apeldoorn

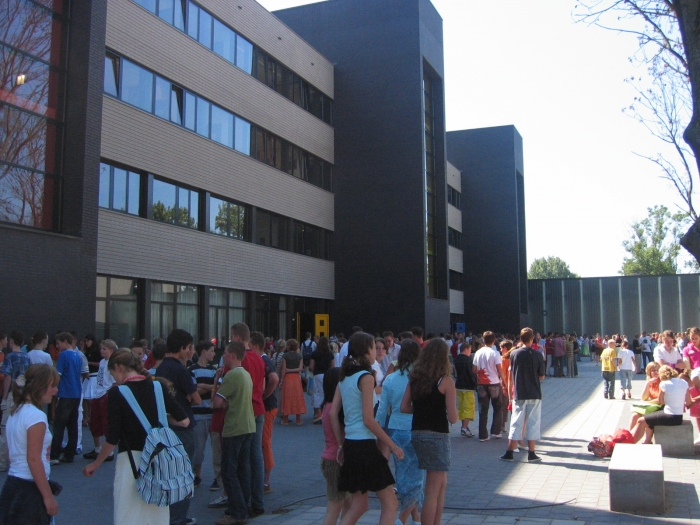
Scholengemeenschap Wartburg College, locatie Guido de Bres in Rotterdam

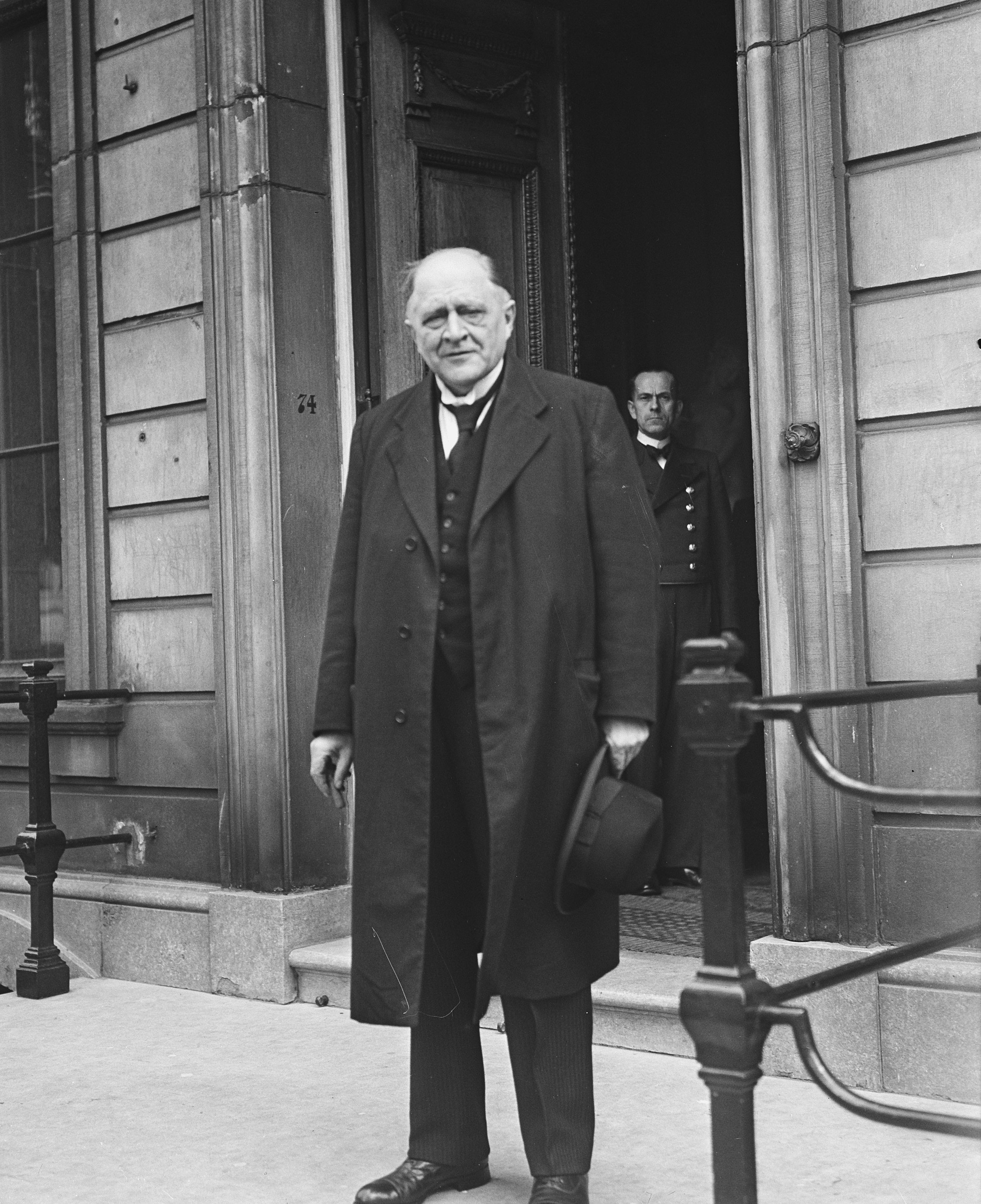
Pieter Zandt was zowel Kamerlid van de SGP (van 1925 tot 1961) als predikant

In het Nieuwe Testament wordt onderscheid gemaakt tussen kinderen, jongeren en ouderen in het geloof. Er zijn mensen die melk drinken en mensen die vast voedsel gebruiken. Dit betekent dat niet alle gelovigen dezelfde mate van geloof hebben. Bevindelijk gereformeerde voorgangers maken in hun prediking daarom onderscheidingen in het ware geloof en kunnen dit zeer gedetailleerd uitwerken. Men spreekt dan over standen in het geestelijke leven. Er zijn gelovigen met een sterk geloof, namelijk dat hun zonden om Jezus Christus' wil vergeven zijn, en gelovigen met een zwak geloof, die dit niet zo ervaren. Ook spreekt men wel van een toevluchtnemend geloof of een verzekerd geloof. Over de mate waarin er een vaste volgorde is waarop de gelovigen deze standen ervaren (de orde des heils) wordt binnen de bevindelijk gereformeerden gediscussieerd.

### De prediking en de sacramenten
De meeste protestantse kerken kennen twee sacramenten. Bij de bevindelijk gereformeerden worden eveneens de Heilige Doop en het Heilig Avondmaal bediend. Slechts een kleine minderheid van de gemeenteleden maakt ook daadwerkelijk gebruik van het Avondmaal. Volgens het kerkelijk recht mag iedereen die geloofsbelijdenis heeft afgelegd het Avondmaal vieren. Men stelt echter dat men naast het kerkelijk recht ook een Goddelijk recht, de wedergeboorte, nodig heeft om deel te nemen aan het Avondmaal. Wanneer iemand geen Avondmaal viert, wil dat niet zeggen dat deze het ware geloof mist. Velen durven niet deel te nemen, omdat ze de zekerheid dat hun zonden om Christus' wil vergeven zijn, missen.

## Organisatorische verbanden
De bevindelijk gereformeerden kennen een aantal krachtige organisatorische verbanden waarin zij hun eigenheid beleven. Hun organisatorische kaders dragen heel sterk het karakter van verzuiling. Binnen de bevindelijk gereformeerde zuil of "refozuil" voltrekt zich grotendeels hun dagelijks leven. Binnen deze zuil zijn er navolgende voor hen belangrijke instituties.

### De kerk
Bij de bevindelijk gereformeerden vervult de kerk een centrale functie in het leven van alledag. Vanuit de kerk en door de kerk worden allerlei activiteiten opgezet die van invloed zijn op het levenspatroon in deze kring. Belangrijke activiteiten vanuit de kerk onder de bevindelijk gereformeerden zijn:
- Op zondag worden twee à drie kerkdiensten belegd, die circa 1,5 uur duren en waar men getrouw naartoe gaat. Tijdens deze dienst, die een vrij sober karakter draagt, vormt de preek het belangrijkste onderdeel. In de prediking, die circa drie kwartier in beslag neemt, wordt de Bijbel uitgelegd. De diensten worden zo mogelijk door allen bezocht.
- De jongeren krijgen, op grond van hun doop, bijzondere aandacht in de bevindelijke kring. Naast de zondagse kerkdienst wordt voor hen tussen september en april elke week één avond belegd waarop catechisatie wordt gegeven. Catechisatie is onderwijs aan jongeren van de gemeente in de leer van de Bijbel en omtrent de belijdenisgeschriften. Ook wordt tijdens de catechisatie met de jongeren gesproken. Het is de bedoeling dat dit onderwijs, dat veelal begint op twaalfjarige leeftijd, op ongeveer achttienjarige leeftijd wordt afgerond met het doen van openbare belijdenis. Openbare belijdenis betekent dat iemand zich vrijwillig uitspreekt, in de zondagse eredienst, dat hij of zij ook bij de kerk wil blijven. Na belijdenis is men belijdend lid van de kerk.
- De kerk heeft in bevindelijk gereformeerde kring ook aandacht voor de persoonlijke noden en vragen. Jaarlijks worden leden van de kerk bezocht om te spreken over geestelijke zaken. Dit noemt men het huisbezoek. Tijdens dit huisbezoek wordt vanuit de kerk met heel het gezin gesproken over de boodschap van de Bijbel en het persoonlijke leven. Ook wordt vanuit de kerk in allerlei omstandigheden meegeleefd. Bij ziekte, overlijden, zorgen, geboorte en andere zaken worden gemeenteleden thuis bezocht. Het bezoeken van elkaar is in bevindelijk gereformeerde kring zeer belangrijk. Regelmatig wordt tijdens die bezoeken over kerkelijke of geestelijke zaken gesproken. Ook ontstaat daardoor een sterke sociale band.
- Binnen het verband van de kerk worden ook allerlei verenigingsactiviteiten ontplooid, hoewel de bevindelijken lange tijd grote bezwaren hadden tegen het verenigingswerk. Vrouwen komen veelal wekelijks samen bij een zogenoemde vrouwenvereniging. Daar wordt gezongen, uit de Bijbel gelezen, gesproken en allerlei handwerk verricht. De jongeren hebben jeugdverenigingen. Ook hier wordt nagedacht over onderwerpen uit de Bijbel, de kerkgeschiedenis of de maatschappij. Deze verenigingen hebben een belangrijke toerustende functie. Ook zijn er zangverenigingen en mannenverenigingen. Over het algemeen wordt er onder de bevindelijk gereformeerden veel gezongen. Men zingt psalmen en geestelijke liederen. In kerkdiensten worden alleen psalmen gezongen, geen gezangen. Een uitzondering zijn de Enige Gezangen, een aantal gezangen die ook onberijmd in de Bijbel voorkomen, zoals de Lofzang van Maria en de Lofzang van Zacharias.[29]
- Het verband tussen de kerk en de bevindelijke zuil is niet eenduidig. De bevindelijk gereformeerden zijn verdeeld over een groot aantal, vaak kleinere, kerkgenootschappen. Bovendien behoren niet alle kerken waar bevindelijk gereformeerden lid van zijn in hun geheel tot de bevindelijke zuil. Dit geldt met name voor de Protestantse Kerk in Nederland en de Christelijke Gereformeerde Kerken.

### De school
De bevindelijk gereformeerden hebben vanaf de jaren zeventig van de 20e eeuw reformatorische scholen opgericht. Op deze scholen worden de jongeren uit deze kring toegerust voor hun taak in de maatschappij. Daarnaast krijgen jongeren ook vorming in de Bijbel en de geloofsleer. De school is een belangrijk ontmoetingspunt voor allerlei mensen in de bevindelijk gereformeerde kring. Op ouderavonden komen al snel honderden ouders om met de school te spreken over het onderwijs. Vanuit de kerken hebben de scholen ook bijzondere aandacht. Vaak zijn leden van de kerk of de kerkenraad bestuurslid van de school. De scholen zijn georganiseerd in de Vereniging voor Gereformeerd Schoolonderwijs (VGS). Scholen voor voortgezet onderwijs zijn:
- Pieter Zandt scholengemeenschap (Kampen, met dependances in Urk, Staphorst en IJsselmuiden)
- Jacobus Fruytier scholengemeenschap in (Apeldoorn, dependances in Uddel en Rijssen)
- Van Lodensteincollege (Amersfoort, met dependances in Kesteren, Hoevelaken, Barneveld en Ede)
- Gomarus scholengemeenschap (Gorinchem, met dependance in Zaltbommel)
- Driestar College (Gouda, met dependances in Lekkerkerk en Leiden)
- Wartburg College (Rotterdam, met dependance in Dordrecht)
- Calvijn College (Goes, met dependances in Middelburg, Krabbendijke en Tholen).

Verder zijn er ook mbo-instellingen van deze signatuur, verenigd in het Hoornbeeck College met vestigingen in Apeldoorn, Amersfoort, Goes, Gouda, Kampen en Rotterdam. Er zijn ook honderden bevindelijk gereformeerde basisscholen. Deze scholen worden onder meer bijgestaan door Driestar educatief bij de ontwikkeling van het onderwijs. In de kerken zijn er deputaatschappen actief die belast zijn met het onderwijs. Driestar educatief in Gouda biedt verder ook een PABO-opleiding op bevindelijk gereformeerde grondslag aan. Dit is daarmee de enige hogeschool van deze signatuur in het bijzonder onderwijs.

### De politiek
Vanouds werd door veel bevindelijk gereformeerden op de Anti Revolutionaire Partij gestemd, maar door de jaren heen voelden velen zich steeds minder bij deze partij thuis, met name door samenwerking met rooms-katholieken. Men vond politiek onderdak bij de In 1917 opgerichte Staatkundig Gereformeerde Partij, maar ook de ChristenUnie heeft aanhang uit de gezindte. Politiek heeft bij de meerderheid van de bevindelijk gereformeerden nadrukkelijke aandacht. Partijdagen van bijvoorbeeld de SGP zijn tevens belangrijke momenten van ontmoeting en bezinning. Ook in plaatselijke kiesverenigingen zijn bevindelijk gereformeerden actief. De belangrijkste organisatie die de bevindelijk gereformeerden verenigt is de SGP. Dikwijls zijn er diepgaande verschillen van inzicht over bijvoorbeeld de kerk en de leer, maar in de SGP werken de bevindelijk gereformeerden gebroederlijk samen. Binnen SGP-verband is een stichting actief die meent dat de huidige ontwikkeling binnen de SGP afwijkt van de echte beginselen waarvoor men behoort te staan. Deze splintergroepering, die in het blad In het spoor vaak teruggrijpt op de periode waarin ds. Gerrit Hendrik Kersten en vervolgens ds. Pieter Zandt de partij leidden, heeft echter niet veel invloed en aanhang binnen de SGP. In Oud Gereformeerde kring ziet men nog weleens een totale verwerping van politieke participatie door vrouwen.
Belangrijke standpunten op het gebied van politiek zijn onder andere:
- verbod op abortus en euthanasie
- afschaffing van het homohuwelijk
- bescherming van vervolgde christenen in (met name) islamitische landen.

In het Israëlisch-Palestijnse conflict steunen reformatorische christenen veelal Israël en niet de Palestijnse christenen. Ook staan zij in het algemeen positief ten opzichte van de nederzettingenpolitiek van de Israëlische staat op de Westelijke Jordaanoever. Dit botst regelmatig met de kritiek van Palestijnse theologen op de Israëltheologie die in reformatorische kringen veel aanhang heeft.

### De media
De huidige massamedia zijn een moeilijk terrein voor bevindelijk gereformeerden. Naast het eigen Reformatorisch Dagblad worden andere media geraadpleegd, maar er wordt rekening gehouden met een zekere 'verkleuring' van het nieuws. Wat betreft de radio: predikanten uit de bevindelijke kring gingen een optreden voor de radio (bijvoorbeeld bij de toenmalige NCRV) zeker niet altijd uit de weg; anderen waren kritisch en hielden zich afzijdig. De oprichting van de EO door Jan Velema bracht hierin geen verandering. Er werd ook samenwerking gezocht met kerken die binnen het orthodox-protestantisme tot het evangelisch christendom worden gerekend. Intussen is er wel een Reformatorische Omroep opgericht, die beter past bij het bevindelijk gereformeerde profiel. De computer is geaccepteerd in deze kringen. Wat betreft het gebruik van internet maken velen gebruik van een filter (Kliksafe of Solcon) om ongewenste internetpagina's (geweld, porno etc.) te weren. Ook in deze groep leeft het besef dat men wel "in de wereld, maar niet van de wereld" is. Veel kerkelijke gemeenten bedienen zich van internet middels een website en zijn er preken en lezingen te downloaden. Ook christelijke boekhandels maken volop gebruik van internet. Op reformatorische scholen leert men de leerlingen op een verantwoorde manier met de computer om te gaan. Velen in bevindelijk gereformeerde kring zijn actief in de ICT-sector. Het ICT-bedrijf van de gebroeders Baan, later overgenomen door Cordys, nu Infor, is in deze kringen ontstaan.
Televisie en het omroepbestel hebben weinig aanvaarding binnen bevindelijke kringen. Zowel televisie als ongefilterd internet is in sommige kerken censurabel. Het entertainmentkarakter van het huidige omroepbestel stuit hen tegen de borst. Ook een omroep als de EO wordt veelal bekritiseerd of afgewezen. Ofschoon de SGP het beleid had dat zij om religieus-ethische redenen een actief optreden op de televisie vermijdt (men liet zich wel door de parlementaire pers in de wandelgangen van het parlementsgebouw interviewen), verscheen Bas van der Vlies op 30 september 2005 voor het eerst in een tv-actualiteitenrubriek (NOVA). Daarna trad hij vaker op in televisieprogramma's. Zo werd er door de EO in 2006 een tv-portret van hem gemaakt door het actualiteitenprogramma Netwerk.

### De maatschappelijke organisaties
In bevindelijk gereformeerde kring vinden veel maatschappelijke organisaties geen goedkeuring. Een vakbond, met als uiterste machtsmiddel het stakingswapen, acht men in strijd met de Bijbelse visie op gezag. Er mag alleen tegen antichristelijke maatregelen gestaakt worden. Wel is er een eigen, alternatieve, vakvereniging opgezet, de Reformatorisch Maatschappelijke Unie (RMU). De RMU wijst het stakingswapen af, maar voert wel taken uit die door een vakbond worden verricht. Ook bedrijven zijn lid van de RMU, waardoor men spreken kan van een combinatie van vakvereniging en werkgeversorganisatie. Daarnaast zijn er een groot aantal hulporganisaties actief.
Tientallen stichtingen voor hulpbetoon aan armen en misdeelden hebben hun wortels in bevindelijk gereformeerde kring. Dit werk wordt verricht naast en soms in aansluiting op het diaconale werk en zendingswerk dat reeds geschiedt vanuit de verschillende kerken. Men kent tientallen hulp- en zendingsorganisaties. Ontwikkelingswerk en wereldwijd hulpbetoon wordt verricht door onder meer de stichting Woord en Daad. Over het algemeen is de betrokkenheid bij de nood van de mensheid (waaronder armoede, ziekte en honger) opmerkelijk groot en intensief. Gemeente Urk bijvoorbeeld is al jarenlang de gulste gemeente van Nederland.
Ook binnen het studentenleven zijn bevindelijk gereformeerden actief. De oudste en grootste vereniging is de Civitas Studiosorum in Fundamento Reformato (C.S.F.R.), een in 1950 te Delft opgerichte studentenvereniging. Vanaf 1951 tot en met 2008 ontstonden respectievelijk disputen in Delft, Utrecht, Amsterdam, Rotterdam, Leiden, Wageningen, Groningen, Eindhoven/Tilburg en Nijmegen. Cijfers rond 2020 vermelden in totaal circa 600 tot 700 leden. De studentenvereniging Depositum Custodi, een landelijke vereniging met verenigingsbrede activiteiten in Utrecht, telde in 2021 ongeveer 110 leden. Solidamentum bestaat uit drie kringen (Gouda, Ede en Zwolle) met in 2022 zo rond 175 tot 200 leden.

### Zorginstellingen
In bevindelijk gereformeerde kring zijn er, behoudens eigen ziekenhuizen, zorginstellingen zoals verzorgingshuizen en instellingen voor gehandicapten. Verder allerlei verenigingen waar mensen die in nood zijn en/of zorg behoeven elkaar proberen bij te staan. Ook zijn er verschillende instanties voor geestelijke gezondheidszorg, waaronder Stichting De Vluchtheuvel en Stichting Eleos. Een landelijk opererende eigen organisatie voor kraamzorg is SHG. In een groot deel van Nederland biedt RST kraamzorg, alsook huishoudelijke hulp en wijkverpleging. Betrokkenheid van de bevindelijk gereformeerden bij deze instellingen is over het algemeen zeer groot. Vaak worden ze met grote inzet en overgave financieel gesteund.

## Reacties en kritiek op de bevindelijk gereformeerden
Bevindelijk gereformeerden kennen een gesloten structuur. Ze vormen een minderheidsgroep in de Nederlandse samenleving. Hun opinies, gewoonten en levenspatronen verschillen ten opzichte van wat gangbaar is. In de media is regelmatig kritiek te horen. Hierbij gaat het vaak om (al dan niet vermeende) opvattingen over bijvoorbeeld de rol van de vrouw, koopzondag en homoseksualiteit.
De bevindelijk gereformeerden krijgen om hun standpunten en om hun geslotenheid geregeld kritiek. In sommige opzichten gaan zij duidelijk tegen de algemeen heersende opvattingen in de samenleving in. De SGP bijvoorbeeld is regelmatig voor de rechter gedaagd wegens haar vrouwenstandpunt. Er zijn verschillende vormen van kritiek.

### Houding tijdens de bezetting
Hoewel er vanuit bevindelijk gereformeerde kring zeker verzet gepleegd is tegen het nazibewind van de jaren '40-'45, waren er ook belangrijke leiders, zoals ds. Gerrit Hendrik Kersten, die het plegen van verzet aanvankelijk afwezen, omdat zij vonden dat alle gezag – zelfs dat van een bezettende macht – uiteindelijk door God was ingesteld. In 1943 veranderde geleidelijk Kerstens visie op dit punt en verleende hij financiële steun aan het verzet in Rotterdam. Zijn schoonzoon was zelfs een belangrijk man in de illegaliteit in Rotterdam. Anderen, zoals ds. Reinier Kok, meenden van aanvang af dat het Duitse bestuur onwettig was en dat daarom verzet niet alleen geoorloofd, maar juist geboden was. De dominante positie van Kersten, leider van de SGP en centrale predikant in de Gereformeerde Gemeenten, maakte dat hij de beeldvorming bij de buitenwacht bepaalde. Overigens waren er ook binnen de niet-bevindelijke Gereformeerde Kerken in Nederland predikanten die de redenering van Kersten volgden, maar zij waren daar veel minder prominent aanwezig.

### Theologische kritiek
De Utrechtse hoogleraar systematische theologie dr. Arnold van Ruler heeft de bevindelijk gereformeerden gekritiseerd op hun leer en levensopvatting. De bevindelijk gereformeerden zouden zijn afgeweken van de ware Bijbelse leer. Ook zouden zij niet de Bijbelse leefwijze hebben. Van Ruler noemde sommige opvattingen in bevindelijk gereformeerde kring zelfs erger dan de ketterijen van de vrijzinnigen. Zijn oordeel over deze kring is tamelijk hard. De kritiek is bestreden door ds. Arie Vergunst. Vergunst was de opvolger van ds. Kersten in de Gereformeerden Gemeenten. Vergunst wees de kritiek van Van Ruler als 'onreformatorisch' van de hand, alhoewel hij bepaalde goede elementen in de kritiek wilde erkennen. Van Ruler wees in zijn stevige kritiek op talloze "ketterijen", dat wil zeggen afwijkingen van de gereformeerde orthodoxie in de bevindelijk gereformeerde leer. Hierbij noemde hij de verabsolutering van het gevoel als richtlijn voor het onderscheid tussen een zogenaamd levend en dood geloof, het schematisme in de leer, de onderwaardering voor de historische Jezus als verwerver van het heil en de twijfel die het geloof overstemt.
Prof. dr. Cornelis Graafland heeft ook regelmatig, overigens zeer milde, kritiek op de bevindelijk gereformeerden geoefend. Toch behoort hij zelf min of meer, qua achtergrond, tot deze kring. Ook dr. Hendrikus Berkhof heeft in een briefwisseling met ds. Gijs Boer kritisch over deze kring gesproken.

### Publicaties van mensen die deze kring hebben verlaten
Er zijn verschillende mensen die in deze kring zijn opgegroeid en die deze daarna hebben verlaten. In enkele gevallen hebben zij hun visie op hun milieu van herkomst vastgelegd in een publicatie. Een voorbeeld is het boek Het geloof der vaderen (1996) van Gertjan van Dijk.
Bekender is het boek van Jan Siebelink: Knielen op een bed violen (2005), waarin de verteller het leven van zijn bevindelijk gereformeerde vader bespreekt. Zoals in alle literatuur is ook dit boek gekleurd door de mening en de ervaringen van de schrijver, waardoor ze een beeld oproepen waarin de groepsleden zich niet altijd herkennen. Ondanks de punten van kritiek zijn de gevoelens van de verteller onveranderd warm ten aanzien van zijn ouders.
In 2009 verscheen het boek Dorsvloer vol confetti van Franca Treur. Dat boek speelt in een bevindelijk boerengezin in Meliskerke (Zeeland). De auteur heeft afscheid genomen van het geloof in God.

### Kritiek van binnenuit
Binnen de Gereformeerde Gemeenten die een middengroep in bevindelijk gereformeerde kring vertegenwoordigen, hebben verschillende personen kritiek uitgeoefend. Een bekend voorbeeld is de voormalig rector magnificus van de TU in Delft, Johan Blaauwendraad. Hij heeft belangrijke kritiek op de prediking in deze kring. Ook zou de Bijbelse opvatting over het verbond volgens Blaauwendraad in deze kring zijn prijsgegeven. Blaauwendraad was oorspronkelijk lid van de Gereformeerde Gemeenten. Hij heeft die kerk inmiddels verlaten.
Ook is er door de kerknieuwsjournalist van het Reformatorisch Dagblad, Klaas van der Zwaag, kritiek geoefend op de prediking en de leer. Hij schreef daarover het boek Afwachten of verwachten? De toe-eigening des heils in theologisch en historisch perspectief. Van der Zwaag vindt dat de prediking in deze kring niet meer beantwoordt aan de Bijbel. Rond dit boek (met ruim 1100 pagina's), verschenen in het najaar van 2003, is veel ophef ontstaan. Het werd in De Saambinder, het kerkelijk blad van de Gereformeerde Gemeenten, kritisch besproken. Anderen namen het weer op voor Van der Zwaag. De Gereformeerde Gemeente van Barneveld weigerde Van der Zwaag toegang tot het Heilig Avondmaal en stelde hem onder censuur.
Waar de kerkleden zich voor de buitenwereld als één blok proberen te presenteren, zijn er intern wel degelijk conflicten over de uitleg van bepaalde punten in de Bijbel. Die conflicten zijn onder andere ontstaan bij de scheuring van de Gereformeerde Gemeenten in 1953, toen de Gereformeerde Gemeenten in Nederland werd opgericht. De Oud Gereformeerde Gemeenten in Nederland houden zich van oudsher wat afzijdig, vooral doordat zij niet centraal zijn georganiseerd.

### Beschuldigingen van incest
Uit onderzoek van dr. M. Draijer in 1990, in opdracht van het ministerie van Volksgezondheid, bleek dat beschuldigingen die van buitenaf gedaan werden aan het adres van de bevindelijk gereformeerden op het terrein van incest onterecht waren. Dit onderzoek logenstrafte hiermee de gedachte dat incest in de gereformeerde gezindte vaker zou voorkomen dan elders. Desondanks blijft er kritiek bestaan op de manier waarop in bevindelijke gereformeerde kringen wordt omgegaan met incest. Zo wekten uitspraken van een ouderling over incest als reden voor echtscheiding in 2014 veel maatschappelijke verontwaardiging. De uitspraken werden vervolgens aangepast. Ook blijkt uit onderzoek van de Commissie Deetman dat niet celibaat, maar wel geslotenheid van een gemeenschap en sterk autoritaire verhoudingen incest en het verzwijgen van incest in de hand werken.

### Interactie met de samenleving
Er zijn verschillende dissertaties over de bevindelijk gereformeerden verschenen. Anne van der Meiden heeft in 1968 als een van de eersten publieke aandacht voor deze groepering gevraagd in zijn boek De zwartekousenkerken, Portret van een onbekende bevolkingsgroep. Over het algemeen stellen zij deze aandacht niet erg op prijs. Als geheel is het een enigszins gesloten groep binnen de Nederlandse samenleving, die echter wel een duidelijke ontwikkeling meemaakt. Zo zijn er bijvoorbeeld vaker dan vroeger SGP'ers aanwezig op TV. Vergeleken met bijvoorbeeld de amish in de Verenigde Staten neemt deze groep veel meer deel aan de Nederlandse maatschappij.
In 2005 kwam de SGP, en daarmee de bevindelijk gereformeerde bevolkingsgroep, in de publiciteit vanwege het zogenoemde vrouwenstandpunt van de SGP. Dat komt erop neer dat vrouwen het passieve stemrecht (het recht jezelf verkiesbaar te stellen) niet toekomt; dat wil zeggen dat op grond van de Bijbel vrouwen niet het recht hebben om gekozen te worden, bijvoorbeeld tot Kamerlid. Bevindelijk gereformeerden zien vrouwen en mannen wel als gelijkwaardig, maar niet als gelijk. Na diverse rechtszaken oordeelde de Hoge Raad op 9 april 2010 dat de partij vrouwen niet mag weren van kieslijsten. De SGP paste daarop in 2013 haar beginselprogramma aan. Op 19 maart 2014 werd Lilian Janse-van der Weele verkozen als raadslid te Vlissingen, waarmee ze de eerste vrouwelijke volksvertegenwoordiger namens de SGP werd.

## Relativering
Door regelmatige publicaties in de media ontstaat een beeld van een rigide en wereldvreemde groepering. In nieuwsberichten worden veelal de 'afwijkende standpunten' weergegeven. In werkelijkheid is het bevindelijk gereformeerde bevolkingsdeel in de meeste opzichten zeker niet minder modern dan de doorsnee-Nederlander en wordt vooruitgang niet afgewezen. In de afgelopen decennia hebben bevindelijk gereformeerden een sociaal-economische opgang doorgemaakt. Hierdoor doen ze qua inkomensniveau niet onder voor de gemiddelde Nederlander. De arbeidsmoraal is hoog. Plaatsen als Rijssen en Barneveld doen het economisch zeer goed. De werkloosheid is in plaatsen met grote percentages bevindelijk gereformeerden in het algemeen lager dan het Nederlandse gemiddelde.

## Vergelijkbare groeperingen buiten Nederland
Bevindelijk gereformeerden vertonen sterke verwantschap in leer en leven met de zogenoemde Strict Baptists in de Engelstalige wereld. In Schotland hebben de leden van de Free Presbyterian Church of Scotland soortgelijke opvattingen. Ook in de Verenigde Staten van Amerika zijn groepen van christenen met vergelijkbare opvattingen te vinden. Dit betreft meestal afstammelingen van Schotse of Nederlandse immigranten.
Hierbij een (niet volledige) opsomming van bevindelijk gereformeerde (kerk)genootschappen buiten Nederland:
- Associated Presbyterian Churches
- Free Church of Scotland
- Free Church of Scotland (Continuing)
- Free Presbyterian Church of Ulster
- Free Presbyterian Church of Scotland
- Free Reformed Churches of North America
- Gereja Jemaat Protestan di Indonesia
- Heritage Reformed Congregations
- Netherlands Reformed Congregations
- Nigeria Reformed Church
- Presbyterian Church of Eastern Australia
- Presbyterian Reformed Church
- Reformed Congregations in North America
- Reformed Presbyterian Church of Ireland
- Reformed Presbyterian Church of Malawi
- Reformed Presbyterian Church of North America
- Reformed Presbyterian Church of Scotland
- Strict Baptists

Niet-bevindelijke christelijke groeperingen die wel uiterlijke overeenkomsten hebben (bijvoorbeeld hoofdbedekking bij vrouwen in de eredienst en het afwijzen van televisie, radio, film, dans enz.) zijn onder meer mennonitische en baptistische groeperingen als de Old Order Amish, hutterieten, Russisch-Duitse baptisten, de conservatieve Vergadering van gelovigen en de Initiativniki. Ook zijn er opmerkelijke raakvlakken met Russische Oudgelovigen en het charedisch jodendom.

## Lijst van bekende Nederlanders die tot deze groepering behoren
- Jan Baan, ondernemer
- Arie Baars, predikant en emeritus-hoogleraar ambtelijke vakken Christelijke Gereformeerde Kerken
- Bas Belder, Europarlementariër voor de SGP
- Jan van Belzen, burgemeester van Barendrecht
- Gert van den Berg, Eerste Kamerlid voor de SGP
- Koos van den Berg, Tweede Kamerlid voor de SGP
- Menno de Bruyne, voorlichter van de Tweede Kamerfractie van de SGP
- Roelof Bisschop, historicus en Tweede Kamerlid voor de SGP
- Elbert Dijkgraaf, econoom en Tweede Kamerlid voor de SGP
- Jan van der Graaf, secretaris van de Gereformeerde Bond in de Nederlandse Hervormde Kerk
- Dirk Heemskerk, predikant Hersteld Hervormde Kerk
- Adri van Heteren, predikant Christelijke Gereformeerde Kerken, partijvoorzitter van de Staatkundig Gereformeerde Partij, lid hoofdbestuur Gereformeerde Bijbelstichting,
- George van Heukelom, politicus (gedeputeerde van Zeeland, SGP)
- Willem Jan op 't Hof, predikant Hersteld Hervormde Kerk, hoogleraar aan de Vrije Universiteit te Amsterdam
- Rinus Houtman, biochemicus en gedeputeerde van Zuid-Holland
- Gerrit Holdijk, Eerste Kamerlid voor de SGP
- Rien Kempeneers, predikant Christelijke Gereformeerde Kerken, redactielid Bewaar het Pand, lid bestuur vrienden van Heidelberg & Dordrecht
- Eppie Klein, waarnemend burgemeester van Renkum
- Henny van Kooten, burgemeester van Maasdriel
- Reinier van Kooten, predikant Hersteld Hervormde Kerk
- Harry van der Maas, politicus (gedeputeerde van Zeeland, SGP)
- Aart Moerkerken, predikant en docent Theologische School Gereformeerde Gemeenten
- Frans Moree, burgemeester van Kesteren
- Arie Noordergraaf, burgemeester van Hardinxveld-Giessendam en Soest
- Jan van Putten, burgemeester van Putten
- Ben de Raaf, schrijver
- Jochem Roos, predikant Gereformeerde Gemeente in Nederland
- Henk van Rossum, politicus voor de SGP
- Bert Scholten, journalist, directeur Gereformeerde Bijbelstichting
- Bart Jan Spruyt, kerkhistoricus, freelance journalist en conservatief denker
- Kees van der Staaij, Tweede Kamerlid voor de SGP
- Servaas Stoop, burgemeester van West Betuwe
- Bas van der Vlies, Tweede Kamerlid voor de SGP
- Cees Vreugdenhil, predikant Gereformeerde Gemeenten
- Leen van der Waal, ingenieur bij Esso en Europarlementariër voor SGP, GPV en RPF (Reformatorische Politieke Federatie)
- Klaas van der Zwaag, journalist en schrijver